# 로널드 레이건 행정부
로널드 레이건의 제40대 미국 대통령 임기는 1981년 1월 20일 자신의 첫 취임식과 함께 시작되어 1989년 1월 20일에 종료되었다. 캘리포니아 출신의 공화당원인 레이건은 1980년 대통령 선거에서 민주당 소속 현직 대통령 지미 카터와 독립 하원의원 존 B. 앤더슨에게 압승을 거두고 취임했다. 4년 후 1984년 대통령 선거에서는 민주당 소속 전 부통령 월터 먼데일을 물리치고 더 큰 압승으로 재선에 성공했다. 레이건은 두 번의 임기를 지냈으며, 1988년 대통령 선거에서 승리한 그의 부통령 조지 H. W. 부시가 뒤를 이었다. 레이건의 1980년 압도적인 선거 승리는 미국의 정치에서 보수주의적 우경화가 극적으로 진행된 결과였으며, 여기에는 1930년대 이후 국가 의제를 지배해 온 자유주의적, 뉴딜, 위대한 사회 프로그램 및 우선순위에 대한 신뢰 상실이 포함되었다.
국내적으로 레이건 행정부는 대규모 감세를 단행하고, 비군사적 지출을 삭감하려 했으며, 연방 규제를 철폐했다. "레이거노믹스"로 알려진 행정부의 경제 정책은 공급측면 경제학에서 영감을 받았다. 감세와 국방비 증가는 재정 적자로 이어졌고, 레이건 재임 기간 동안 연방 부채는 크게 증가했다. 레이건은 세율을 인하하고 여러 세금 혜택을 제거하여 세법을 단순화하는 1986년 세제개혁법과 미국 이민법에 대대적인 변화를 가져오고 300만 명의 불법 이민자에게 사면을 부여하는 1986년 이민 개혁 통제법에 서명했다. 레이건은 또한 다른 어떤 대통령보다 많은 연방 판사를 임명했는데, 여기에는 4명의 대법관도 포함된다.
레이건의 외교 정책 입장은 확고한 반공주의였다. 레이건 독트린으로 알려진 그의 행동 계획은 냉전을 종식시키기 위해 소련의 세계적 영향력을 축소하려 했다. 그의 독트린 하에 레이건 행정부는 대규모의 미군 증강을 시작했고, 미사일 방어 시스템과 같은 신기술을 추진했으며, 1983년에는 그레나다 침공을 단행했는데, 이는 베트남 전쟁 종식 이후 미군이 해외에서 벌인 첫 주요 군사 행동이었다. 행정부는 또한 특히 전쟁으로 황폐해진 중앙아메리카와 아프가니스탄에서 좌익 정부를 전복하려는 준군사 세력에 원조를 제공하여 논란을 일으켰다. 특히 레이건 행정부는 이란에 비밀리에 무기를 판매하여 자국의 사회주의 정부를 전복시키려 싸우는 니카라과의 콘트라 반군에게 자금을 지원했다. 그 결과 발생한 이란-콘트라 사건으로 인해 여러 행정부 고위 인사들이 유죄 판결을 받거나 사임했다. 레이건의 두 번째 임기 동안 그는 소련 지도자 미하일 고르바초프와 협력하여 주요 군축 협정에 서명했다. 1986년 의회는 남아프리카의 아파르트헤이트 정권에 대한 경제 제재를 시행하기 위한 법안에 대한 레이건의 거부권을 무효화했다.
역사학자와 정치학자들은 일반적으로 레이건을 미국 대통령 중 상위권에 평가하며, 프랭클린 D. 루스벨트 이후 가장 중요한 대통령 중 한 명으로 간주한다. 레이건 재임기의 지지자들은 1980년대 경제 회복, 냉전의 평화로운 종식, 그리고 미국 자신감의 광범위한 회복에 대한 그의 기여를 언급한다. 레이건의 재임기는 또한 재임 기간 중 및 그 이후의 증가하는 재정 적자와 부의 불평등에 대한 비판을 받기도 했다. 레이건의 대중적 인기와 미국 보수주의 옹호로 인해 일부 역사학자들은 그의 재임 기간 및 그 이후를 레이건 시대라고 묘사했다.

## 배경

### 정치의 보수화

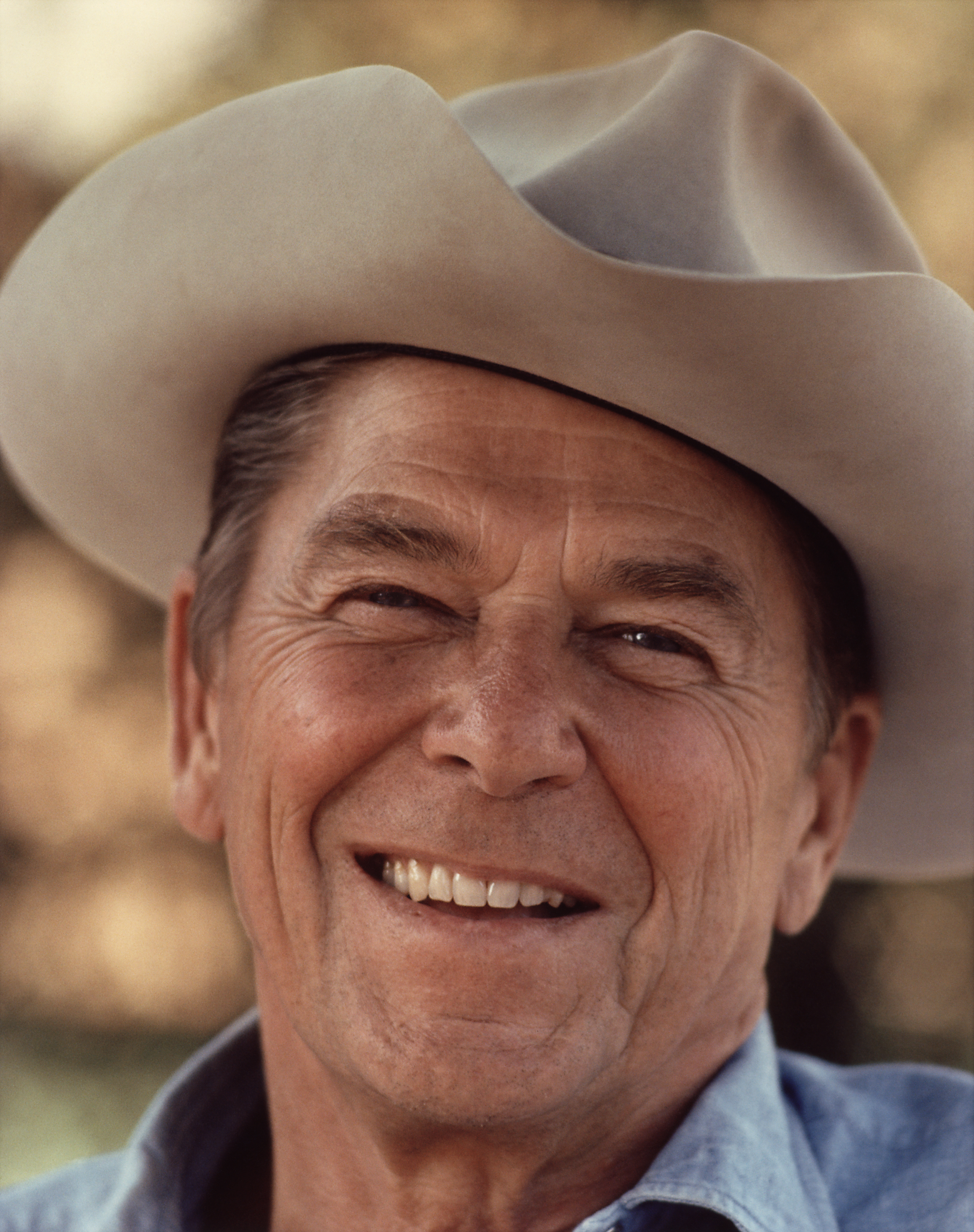
란초 델 시엘로에서 카우보이 모자를 쓴 로널드 레이건

레이건은 대통령이 되기 전에도 수십 년 동안 국가 의제를 지배했던 많은 국내 및 외교 정책을 약화시킨 극적인 보수적 전환의 지도자였다. 보수주의 부상의 주요 요인 중 하나는 워터게이트 사건 이후 정부에 대한 불신이 커진 것이었다. 고위 관리들에 대한 불신은 2세기 동안 미국의 특성 중 하나였지만, 워터게이트는 의심의 수준을 높였고 언론이 스캔들을 강력하게 추적하도록 부추겼다. 예상치 못한 새로운 요인은 종교적 우파가 보수주의에 강력한 지지를 보내는 결속력 있는 정치 세력으로 부상한 것이었다.
보수주의 운동의 부상에 영향을 미친 다른 요인으로는 보수주의자, 전통적 자유주의자, 신좌파 간의 삼각 대결인 "문화전쟁"의 출현이 있었는데, 여기에는 개인의 자유, 이혼, 성적 자유, 낙태, 동성애와 같은 문제가 포함되었다. 도시에서 교외로의 대규모 인구 이동은 뉴딜 경제 정책과 정치 기계에 대한 유착이 적은 새로운 유권자 집단의 형성을 이끌었다. 한편, 보수적인 남부 백인들, 특히 고학력 교외 거주자들이 공화당에 투표하는 것이 사회적으로 용인되었다. 1960년대의 민권 법안은 자유주의의 승리적인 문제였고 새로운 친민주당 흑인 유권자를 만들었지만, 남부에서 백인들이 인종차별을 보호하기 위해 민주당에 투표해야 한다는 주장을 파괴하기도 했다. 이러한 다양한 추세에 대응하여 레이건과 다른 보수주의자들은 뉴딜 자유주의와 민주당에 환멸을 느낀 대중에게 보수적인 아이디어를 대안으로 성공적으로 제시했다. 레이건의 카리스마와 연설 능력은 그가 보수주의를 낙관적이고 미래 지향적인 국가 비전으로 구성하는 데 도움이 되었다.

### 1980년 선거

1980년 선거인단 투표 결과

1967년부터 1975년까지 캘리포니아 주지사를 지낸 레이건은 1976년 공화당 대통령 예비 선거에서 현직 대통령 제럴드 포드에게 아쉽게 패했다. 1976년 선거에서 포드가 민주당의 지미 카터에게 패배하자, 레이건은 즉시 1980년 공화당 대통령 후보 지명의 선두 주자가 되었다. 보수주의 운동의 총아였던 레이건은 1980년 공화당 대통령 예비 선거에서 조지 H. W. 부시, 하워드 베이커, 밥 돌과 같은 온건한 공화당원들과 맞섰다. 부시가 아이오와 코커스에서 승리한 후 그는 레이건의 주요 도전자가 되었지만, 레이건은 뉴햄프셔 예비 선거와 이후 대부분의 예비 선거에서 승리하여 1980년 3월 말까지 막대한 대의원 우위를 확보했다. 포드는 레이건의 러닝메이트로 첫 번째 선택이었지만, 레이건은 포드가 이례적인 수준의 권한을 행사할 수 있는 "공동 대통령제"에 대한 두려움 때문에 그 생각을 철회했다. 대신 레이건은 부시를 선택했고, 레이건-부시 후보는 1980년 공화당 전당대회에서 지명되었다. 한편, 카터는 상원의원 테드 케네디의 예비 선거 도전을 물리치고 민주당 후보 지명을 얻었다. 전당대회 이후 실시된 여론조사는 레이건과 카터 간의 동률 경쟁을 보여주었고, 독립 후보 존 B. 앤더슨은 많은 온건주의자들의 지지를 얻었다.

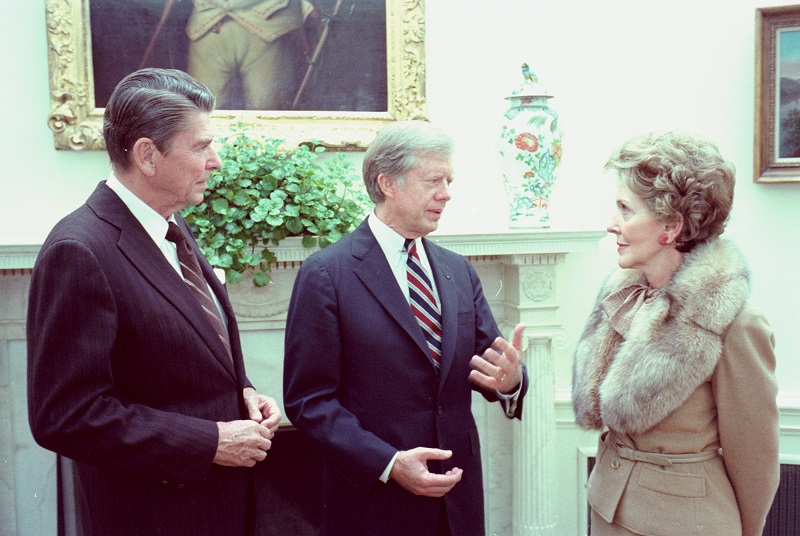
퇴임하는 대통령 지미 카터와 영부인 낸시 레이건과 함께 1980년 11월 20일 오벌 오피스에서 로널드 레이건 대통령 당선인

레이건과 카터 간의 1980년 총선거 운동은 수많은 국내 문제와 진행 중인 이란 인질 사태 속에서 진행되었다. 공화당 후보 지명을 얻은 후 레이건은 중도 성향으로 전환했다. 그는 대규모 감세를 계속 주장했지만, 자유 무역과 사회 보장의 민영화에 대한 지지에서 물러났고, 소련과의 군축 조약을 고려하겠다고 약속했다. 그는 대신 카터의 경제 운영에 초점을 맞추려 했다. 30%대 초반의 지지율에 갇힌 카터는 레이건이 취임하면 전쟁 위험이 있다는 점을 강조하며 부정적인 선거 운동을 벌였다.
레이건과 카터는 선거일 일주일 전에 열린 한 번의 대통령 토론회에서 만났다. 레이건은 유권자들에게 "오늘이 4년 전보다 더 나은가?"라고 물으며 효과적인 연설을 했다. 카터가 자신의 메디케어 기록에 대해 묘사한 것에 대해 레이건은 선거를 정의하고 정치적 용어집에 남을 문구인 "거기 또 있잖아"라고 답했다.
경쟁이 치열한 것으로 널리 알려졌음에도 불구하고 레이건은 대다수의 부동표를 얻었다. 레이건은 유효 득표율 50.7%를 얻었고 538명의 선거인단 중 489명의 표를 얻었다. 카터는 유효 득표율 41%와 49명의 선거인단 표를 얻었으며, 앤더슨은 유효 득표율 6.6%를 얻었다. 같은 시기에 치러진 의회 선거에서는 공화당이 1950년대 이후 처음으로 상원을 장악했으며, 민주당은 하원을 계속 장악했다.

## 행정부
레이건은 부시의 1980년 선거 운동을 지휘했던 제임스 베이커를 그의 첫 비서실장으로 임명했다. 베이커, 백악관 부비서실장 마이클 디버, 그리고 고문 에드윈 미스는 레이건 대통령 초기 백악관 핵심 직원인 "트로이카"를 형성했다. 베이커는 빠르게 트로이카의 가장 강력한 구성원이자 일상 업무의 총괄자가 되었으며, 미스는 정책 개발의 명목상 리더십을 맡았고 디버는 레이건의 공개 행사를 조율했다. 트로이카 외에 다른 중요한 백악관 직원으로는 리처드 다먼과 데이비드 저전이 있었다.
레이건은 리처드 닉슨의 비서실장을 지냈던 전직 장군 알렉산더 헤이그를 그의 첫 국무장관으로 선택했다. 다른 주요 내각 임명자로는 국방비 증액을 주재할 전직 닉슨 내각 관료 캐스퍼 와인버거 국방장관과 은행 임원 도널드 리건 재무장관이 있었다. 레이건은 미시간 출신의 젊은 하원의원 데이비드 스톡먼을 관리예산실 국장으로 임명했다. CIA 국장 윌리엄 J. 케이시는 행정부의 중요한 인물로 부상했는데, CIA가 레이건의 냉전 구상에서 중요한 역할을 할 것이었기 때문이다. 레이건은 국가안보보좌관의 중요성을 낮췄고, 레이건 재임 기간 동안 여섯 명의 다른 인물이 이 직책을 맡았다.
헤이그는 레이건 행정부의 다른 구성원들과 갈등을 겪은 후 1982년에 내각을 떠났고, 또 다른 전 닉슨 행정부 관리인 조지 프랫 슐츠로 교체되었다. 1982년까지 윌리엄 P. 클라크 주니어 국가안보보좌관, 유엔 주재 미국 대사 진 커크패트릭 대사, 그리고 케이시 CIA 국장은 행정부 외교 정책 수립의 주요 인물로 자리매김했다. 슐츠는 결국 행정부에서 가장 영향력 있는 외교 정책 인물로 부상하여 소련에 대한 덜 대립적인 정책으로 행정부를 이끌었다.
베이커와 리건 재무장관은 레이건의 두 번째 임기 초에 자리를 바꿨다. 리건은 그의 사무실 내에서 권력을 집중시켰고, 1985년에 윌리엄 프렌치 스미스의 뒤를 이어 법무장관이 된 베이커, 디버, 미스가 맡았던 책임들을 떠맡았다. 리건은 영부인 낸시 레이건과 자주 충돌했고, 이란-콘트라 사건과 1986년 중간 선거에서의 공화당 패배 이후 행정부를 떠났다. 리건은 전직 상원 다수당 원내대표인 하워드 베이커로 교체되었다.

## 사법부 임명

### 대법원

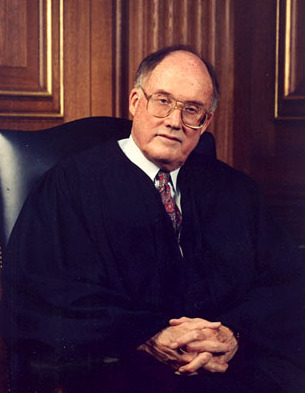
레이건은 1986년 윌리엄 렌퀴스트를 대법원장으로 임명했다. 그는 2005년 사망할 때까지 재직했다.

레이건은 8년의 재임 기간 동안 대법원에 4명의 성공적인 인사를 임명했다. 1981년 그는 포터 스튜어트 대법관의 후임으로 샌드라 데이 오코너를 성공적으로 지명했는데, 이는 대법원에 최초의 여성을 지명하겠다는 선거 공약을 이행한 것이었다. 레이건의 대법원 지명에 강력히 반대할 계획이었던 민주당원들은 오코너의 지명을 승인했다. 그러나 기독교 우파는 로 대 웨이드 판결을 뒤집지 않을까 우려했던 오코너에 대해 놀라움과 실망을 표했다. 로 대 웨이드 판결은 헌법을 통해 낙태가 정부의 간섭으로부터 보호받음을 확립한 것이었다. 오코너는 2006년까지 대법원에서 근무했으며, 일반적으로 중도 보수주의자로 간주되었다.
1986년, 레이건은 워런 버거가 은퇴하기로 결정한 후 윌리엄 렌퀴스트 대법관을 대법원장으로 승격시켰다. 법원의 보수파 일원이었던 렌퀴스트는 에드워드 더글러스 화이트와 할란 F. 스톤에 이어 대법원장으로 승격된 세 번째 현직 부대법관이었다. 레이건은 렌퀴스트의 대법관 자리를 채우기 위해 앤터닌 스컬리아를 성공적으로 지명했다. 스컬리아는 법원의 보수파 일원이 되었다.
레이건은 루이스 F. 파월 주니어의 은퇴로 발생한 마지막 대법원 공석을 채우는 데 더 큰 어려움을 겪었다. 레이건은 1987년 7월 로버트 보크를 지명했지만, 이 지명은 1987년 10월 상원에 의해 거부되었다. 같은 달 말, 레이건은 더글러스 H. 긴스버그의 지명을 발표했지만, 긴스버그는 1987년 11월 고려 대상에서 철회했다. 최종적으로 레이건은 1988년 2월 상원 인준을 받은 앤서니 케네디를 지명했다. 오코너와 함께 케네디는 레이건 퇴임 후 수십 년 동안 대법원에서 핵심적인 스윙 보트 역할을 했다.

### 기타 법원
레이건은 항소 법원과 지방 법원에 총 368명의 판사를 임명했는데, 이는 다른 어떤 대통령보다 많은 수였다. 그의 사법부 임명자들의 대다수는 보수적이었고, 많은 임명자들이 보수적인 연방주의자 협회와 연관되어 있었다. 부분적으로는 1984년에 의회가 새로운 연방 사법직을 창설하는 법률을 통과시켰기 때문에, 레이건은 1989년 퇴임할 때까지 연방 사법부의 거의 절반을 임명했다.

## 암살 시도

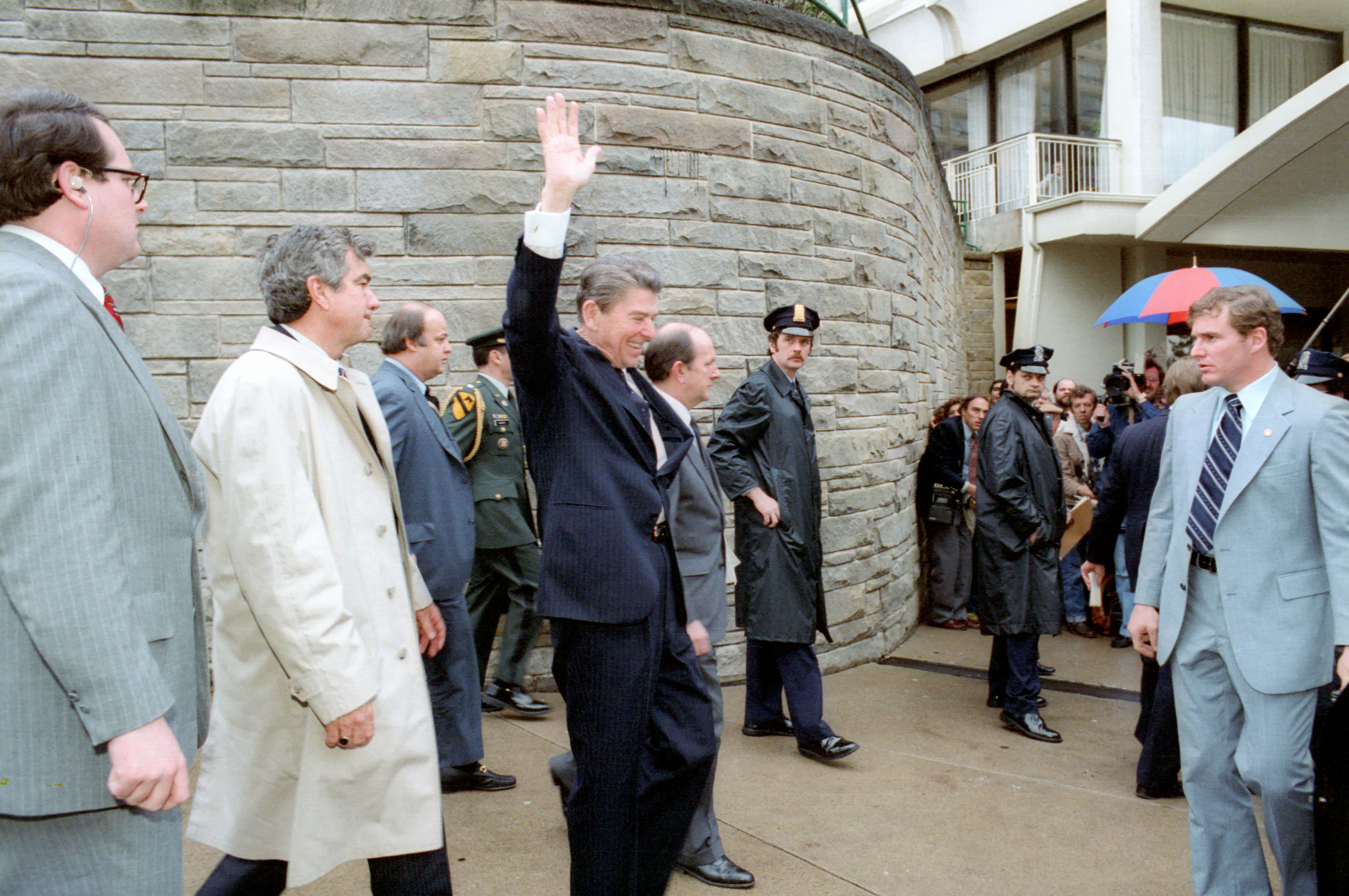
1981년 3월 30일 레이건 (중앙)이 총에 맞기 직전 손을 흔들고 있다.

새 행정부 출범 69일째인 1981년 3월 30일, 워싱턴 힐튼 호텔 밖에서 암살 미수범 존 힝클리 주니어의 총격으로 레이건, 그의 대변인 제임스 브래디, 워싱턴 경찰관 토머스 델라헌티, 비밀경호국 요원 팀 매카시가 총에 맞았다. 레이건은 처음에는 조지 워싱턴 대학교 병원에 도착했을 때 "사경을 헤매고 있다"고 보고되었지만, 수술을 받고 부러진 갈비뼈, 폐 천공, 내출혈에서 빠르게 회복되었다. 레이건은 4월 11일 병원에서 퇴원했으며, 암살 시도에서 부상을 입고 생존한 최초의 현직 대통령이 되었다. 암살 시도 실패는 레이건의 인기에도 큰 영향을 미쳤다. 여론조사에 따르면 그의 지지율은 약 73%에 달했다. 많은 논평가와 언론인들은 나중에 암살 시도 실패를 레이건 재임기의 결정적인 순간으로 묘사했는데, 그의 새로운 인기가 국내 의제를 통과시키는 데 중요한 추진력을 제공했기 때문이다.

## 국내 문제
레이건은 백악관 직원을 활용하여 주요 국내 정책을 수립했다. 그의 비서실장은 정책 개발실을 적극 활용하여 레이건 구상에 대한 내각의 조치를 감독했다.

### "레이거노믹스"와 조세

#### 1981년 경제 회복세법
레이건은 신자유주의 경제 정책을 추진했는데, 이는 공급측면 경제학에 기반을 두고 자유방임주의 철학과 자유 시장 재정 정책을 옹호했다. 레이건의 조세 정책은 캘빈 쿨리지 대통령과 앤드루 멜런 재무장관이 1920년대에 시행했던 정책과 유사했다. 레이건 팀은 또한 당시 지배적이던 케인스주의 경제학자들의 견해를 거부했던 아서 래퍼와 같은 동시대 경제학자들의 영향을 강하게 받았다. 레이건은 래퍼와 다른 경제학자들에게 의존하여 감세가 인플레이션을 줄일 것이라고 주장했는데, 이는 기존 케인스주의적 관점과는 상반되는 것이었다. 공급측면 옹호자들은 또한 감세가 궁극적으로 경제 성장으로 인해 더 높은 정부 수입으로 이어질 것이라고 주장했는데, 이 주장은 많은 경제학자들에 의해 반론되었다.

1981년 7월 오벌 오피스에서 TV 연설을 통해 감세 법안에 대한 계획을 설명하는 로널드 레이건 대통령.

공화당 하원의원 잭 켐프와 공화당 상원의원 윌리엄 로스는 카터 재임 기간 동안 대규모 감세 법안의 통과를 거의 성사시켰지만, 카터는 적자에 대한 우려 때문에 법안 통과를 막았다. 레이건은 취임하자마자 캠프-로스 법안의 통과를 최우선 국내 정책으로 삼았다. 민주당이 하원을 장악하고 있었기 때문에 어떤 법안이든 통과시키려면 공화당 의원들의 지지 외에 일부 하원 민주당원들의 지지가 필요했다. 1980년 대통령 선거에서의 레이건의 승리는 공화당원들을 그의 리더십 아래 결집시켰고, 텍사스의 필 그램과 같은 보수적인 민주당원들(나중에 공화당원이 됨)은 레이건의 일부 보수 정책을 기꺼이 지지했다. 1981년 내내 레이건은 의회 의원들과 자주 만났으며, 특히 보수적인 남부 민주당원들의 지지를 얻는 데 집중했다. 레이건은 또한 대통령 재임 첫 2년 동안 하원에서 보수적인 다수(97대 의회 기간 동안 약 230표)의 혜택을 받았지만, 이는 1982년 선거에서 민주당이 의석을 늘리면서 하원 통제권이 민주당 코커스 내 자유주의자들에게로 넘어간 후에는 달라졌다.
1981년 7월, 상원은 레이건이 선호하는 감세 법안에 대해 89대 11로 찬성표를 던졌고, 하원은 이후 238대 195로 법안을 승인했다. 1981년 경제 회복세법은 최고 한계 세율을 70%에서 50%로 인하하고, 자본 이득세를 28%에서 20%로 인하했으며, 상속세 면제 상속 금액을 3배 이상 늘리고, 법인세를 인하했다. 레이건의 주요 감세 법안 통과와 연방 예산 삭감 성공은 일부 기자들에 의해 "레이건 혁명"으로 칭송받았다. 한 칼럼니스트는 레이건의 입법 성공이 "프랭클린 루스벨트의 첫 100일 이후 어떤 대통령이 추진한 가장 강력한 국내 구상"이라고 썼다.

#### 이후의 세법
늘어나는 연방 부채에 대한 우려에 직면하여 레이건은 증세에 동의하고 1982년 조세 형평성 및 재정 책임법 (TEFRA)에 서명했다. 레이건의 많은 보수 지지자들은 TEFRA를 비난했지만 레이건은 증세 없이는 추가적인 예산 삭감을 얻을 수 없을 것이라고 주장했다. TEFRA는 다른 조항들 중에서 연방 담배세를 두 배로 인상하고 1981년 세법의 법인세 감면 일부를 철회했다. 1983년까지 연방 세금 금액은 거의 모든 미국 납세자에게 감소했지만, 가장 부유한 사람들에게 가장 큰 영향을 미쳤다. 최고 소득 1%가 납부하는 세금의 비중은 29.8%에서 24.8%로 떨어졌다. 부분적으로는 경제 불황으로 인해 레이건의 입법 추진력은 취임 첫해 이후 약해졌고, 그의 당은 1982년 의회 선거에서 하원 의석을 여러 개 잃었다. 다른 중간선거에 비해 집권당의 손실은 상대적으로 적었지만, 1982년 이후 보수적인 민주당원들은 레이건의 정책에 덜 개방적이었다. 적자가 계속 문제로 남으면서 레이건은 세금을 인상하는 또 다른 법안인 1984년 적자 감축법에 서명했다.
1985년 도널드 리건이 비서실장으로 취임하면서 레이건 행정부는 세법 간소화를 두 번째 임기 국내 의제의 핵심으로 삼았다. 세제 개혁을 지지하는 민주당 하원 의장 팁 오닐과 협력하여 레이건은 양당 의원들의 상당한 반대를 극복하고 1986년 세제개혁법을 통과시켰다. 이 법은 세금 구간을 4개로 줄이고 여러 세금 혜택을 대폭 축소하여 세법을 단순화했다. 최고 세율은 28%로 인하되었지만, 최고 소득자의 자본 이득세는 20%에서 28%로 인상되었다. 최저 세율 구간이 11%에서 15%로 인상된 것은 개인 공제, 표준 공제, 근로 장려 세제 확대로 상쇄되고도 남았다. 그 결과 6백만 명의 저소득 미국인이 소득세 부담에서 벗어났고 모든 소득 수준에서 소득세 부담이 감소했다. 레이건의 세금 법안의 순 효과는 전체 세금 부담이 국민 총생산의 약 19% 수준에서 유지되었다는 것이다.

### 정부 지출
| 회계 연도 | 수입   | 지출    | 흑자/ 적자 | GDP     | GDP 대비 부채 비율 |
| --------- | ------ | ------- | ---------- | ------- | ------------------ |
| 1981      | 599.3  | 678.2   | −79.0      | 3,133.2 | 25.2               |
| 1982      | 617.8  | 745.7   | −128.0     | 3,313.4 | 27.9               |
| 1983      | 600.6  | 808.4   | −207.8     | 3,536.0 | 32.2               |
| 1984      | 666.4  | 851.8   | −185.4     | 3,949.2 | 33.1               |
| 1985      | 734.0  | 946.3   | −212.3     | 4,265.1 | 35.3               |
| 1986      | 769.2  | 990.4   | −221.2     | 4,526.3 | 38.5               |
| 1987      | 854.3  | 1,004.0 | −149.7     | 4,767.7 | 39.6               |
| 1988      | 909.2  | 1,064.4 | −155.2     | 5,138.6 | 39.9               |
| 1989      | 991.1  | 1,143.7 | −152.6     | 5,554.7 | 39.4               |
| Ref.      | [ 68 ] | [ 68 ]  | [ 68 ]     | [ 69 ]  | [ 70 ]             |

레이건은 세금 감면을 지출 삭감보다 우선시했으며, 수입 감소가 결국 지출 감소를 필요로 할 것이라고 주장했다. 그럼에도 불구하고 레이건은 정부 지출을 줄이고 위대한 사회 프로그램인 메디케이드와 경제적 기회 사무소를 축소하거나 해체하기로 결심했다. 1981년 8월, 레이건은 1981년 통합예산총괄조정법에 서명했는데, 이 법은 푸드 스탬프, 학교 급식 프로그램, 메디케이드와 같은 사회 프로그램에 대한 연방 자금을 삭감했다. 1980년에 30만 명의 노동자에게 고용을 제공했던 종합 고용 훈련법도 폐지되었고, 행정부는 실업 수당 자격 요건을 강화했다. 예산 삭감에서 특히 제외된 것은 국방부였는데, 이곳은 예산이 증액되었다.
레이건은 취임 첫 해에 여러 입법적 성공을 거두었지만, 1981년 이후 연방 국내 지출을 삭감하려는 그의 시도는 의회의 저항에 부딪혔다. 보충보장소득, 메디케이드, 근로 장려 세제, 부양 자녀 가정 지원과 같은 프로그램에 대한 지출은 1982년 이후 모두 증가했다. 레이건 재임 기간 동안 연방 공무원 수는 290만 명에서 310만 명으로 늘어났다. 대부분의 사회 프로그램을 주 정부로 이관하려 했던 레이건의 신연방주의 정책은 의회에서 거의 지지를 받지 못했다.
1981년에 예산관리국장 데이비드 스톡먼은 1981년에 사회 보장 삭감을 추진하겠다는 레이건의 승인을 얻었지만, 이 계획은 의회에서 제대로 받아들여지지 않았다. 1982년 레이건은 사회 보장의 장기적인 건전성을 확보하기 위한 권고를 제시하기 위해 초당적 사회 보장 개혁을 위한 국가 위원회를 설립했다. 이 위원회는 사회 보장 민영화와 프로그램에 대한 다른 주요 변경 사항을 거부했지만, 사회 보장 기반을 확대하고(면제된 연방 및 비영리 직원을 포함하여), 사회 보장 세금을 인상하고, 일부 지급액을 줄일 것을 권고했다. 이러한 권고 사항은 초당적 지지를 받은 1983년 사회 보장 수정법으로 제정되었다. 레이건은 대부분의 개인에 대한 사회 보장 및 메디케어 삭감을 피했지만, 그의 행정부는 많은 사람들을 사회 보장 장애 연금 수급자 목록에서 삭제하려고 시도했다. 레이건이 사회 보장에 대한 주요 삭감을 시행하지 못한 것은 이 프로그램이 미국 정치의 "세 번째 레일"로서의 지위를 굳혔고, 미래 행정부들은 인기 있는 프로그램에 대한 삭감을 제안하는 것을 꺼리게 되었다.

### 적자
레이건은 세금 감면과 국방비 지출 또는 사회 보장 삭감을 일치시키려 하지 않았기 때문에, 증가하는 적자가 문제가 되었다. 이러한 적자는 1980년대 초반의 경기 침체로 인해 연방 수입이 감소하면서 더욱 심화되었다. 더 이상의 국내 지출 삭감을 얻지 못하고, 적자를 해결해야 한다는 압력을 받자, 레이건은 1981년 이후 세금을 인상해야 했다. 그럼에도 불구하고 국가 부채는 1980 회계연도와 1989 회계연도 사이에 9,140억 달러에서 2조 7천억 달러로 세 배 이상 증가했으며, GDP 대비 국가 부채 비율은 1981년 33%에서 1989년 53%로 증가했다. 레이건은 재임 기간 동안 한 번도 균형 예산을 제출하지 않았다.
국가 부채를 줄이기 위한 노력으로 의회는 그램-루드먼-홀링스 균형예산법을 통과시켰는데, 이 법은 의회가 정규 예산 편성 과정을 통해 적자를 없애지 못할 경우 자동 지출 삭감을 요구했다. 그러나 의회는 자동 삭감을 우회하는 방법을 찾았고 적자는 계속 증가했으며, 궁극적으로 1990년 통합예산총괄조정법의 통과로 이어졌다.

### 경제
레이건은 스태그플레이션을 겪고 있던 좋지 않은 경제 상황에서 취임했다. 스태그플레이션은 인플레이션과 실업률이 모두 높은 현상이다. 레이건의 첫 임기 초에 경제는 잠시 성장했지만, 1981년 7월에 경기 침체에 빠졌다. 레이건 재임 첫 2년 동안 경기 침체가 계속되자, 레이건 행정부 내 많은 사람들은 연방준비제도 의장 폴 볼커의 정책을 비난했다. 그러나 레이건 자신은 볼커를 비난한 적이 없다. 볼커는 이자율을 높은 수준으로 설정하는 "긴축 통화" 정책을 추구하여 인플레이션과 싸우려 했다. 높은 이자율은 대출과 투자를 제한하여 인플레이션을 낮추고 실업률을 높이며, 적어도 단기적으로는 경제 성장을 둔화시켰다. 실업률은 1982년에 거의 11%로 최고치를 기록했으며, 빈곤율은 11.7%에서 15%로 증가했다. 미국은 1983년에 경기 침체에서 벗어났지만, 경제 회복의 혜택이 모두에게 균등하게 돌아간 것은 아니었고, 1980년대에는 경제적 불평등과 노숙인의 수가 모두 증가했다. 경제 회복에 대한 신뢰를 손상시킬까 두려워 레이건은 1983년에 볼커를 두 번째 임기로 지명했고, 볼커는 1987년까지 재직했다. 인플레이션은 1985년에 약 3.5%로 떨어졌고, 실업률은 1988년에 약 5%로 떨어졌다. 1987년 레이건은 보수적인 경제학자 앨런 그린스펀을 볼커의 후임으로 임명했고, 그린스펀은 2006년까지 연방준비제도를 이끌었다. 그린스펀은 인플레이션을 억제하기 위해 다시 이자율을 인상했고, 이는 1987년 10월 "검은 월요일"로 알려진 주가 대폭락을 촉발했지만, 시장은 이후 몇 주 동안 안정되고 회복되었다.

### 노동

소득 불평등과 노동조합 참여는 뚜렷하게 반비례 관계를 보였으며, 1980년대 이후 불균형이 심화되었다.

1981년 8월, 연방 공무원으로 구성된 미국 항공교통관제사 조합 (PATCO)은 더 나은 임금과 혜택을 받기 위해 노동 파업에 돌입하기로 투표했다. 투표 후 레이건은 파업자들이 48시간 이내에 업무에 복귀하지 않으면 해고될 것이라고 발표했다. 마감 시간이 지나자 레이건은 1만 명 이상의 항공 교통 관제사를 해고했으며, 노조원 중 약 40%는 업무에 복귀했다. 레이건의 파업 처리 방식은 노조 지도자들로부터 강력히 비판받았지만, 그의 보수 지지층과 대중으로부터 지지를 얻었다. PATCO 파업의 실패는 조직 노동자들을 사기를 꺾었고, 1980년대에는 파업 건수가 급격히 줄었다. 발생한 많은 파업, 예를 들어 1983년 애리조나 구리 광산 파업, 1983년 그레이하운드 버스 운전사 파업, 그리고 1985–86 호르멜 파업 등은 파업자 해고로 끝났다. 레이건이 지명한 미국 노동관계위원회 위원들의 동의를 얻어 많은 기업들은 특히 제조업 부문에서 노조로부터 임금 및 혜택 삭감을 얻어냈다. 레이건 재임 기간 동안 노동조합에 가입한 직원의 비율은 전체 노동력의 약 4분의 1에서 약 6분의 1로 떨어졌다.

### 규제 완화
레이건은 경제 활동에 대한 연방 규제를 완화하려 했으며, 이러한 의제를 공유하는 핵심 인사들을 임명했다. 역사가 윌리엄 로이히텐부르크에 따르면, 1986년까지 레이건 행정부는 1981년에 존재했던 연방 규제의 거의 절반을 철폐했다. 연방 통신 위원회는 방송 산업을 적극적으로 규제 완화하여 공정성 원칙과 기타 제한 사항을 없앴다. 1982년 가른-세인트 저메인 예금 기관법은 저축기관을 규제 완화하고 은행이 변동금리 모기지를 제공하도록 허용했다. 레이건은 또한 수많은 정부 직위를 없애고 고용 훈련청의 전체 직원을 포함하여 수많은 연방 공무원을 해고했다. 내무장관 제임스 G. 와트는 연방 영토를 석유 시추 및 노천광에 개방하도록 설계된 정책을 시행했다. EPA 국장 앤 고어수치 하에 EPA 예산은 대폭 삭감되었고 EPA는 환경 규제를 느슨하게 시행했다.

#### 저축 대부 조합 위기
가른-세인트 저메인 예금 기관법 통과 이후, 저축 대부 조합들은 더 위험한 활동에 참여했고, 일부 기관의 지도자들은 자금을 횡령했다. 저축대부조합 위기로 알려지게 된 사건에서, 총 747개의 금융 기관이 파산하여 1,600억 달러의 납세자 돈으로 구제되어야 했다. 이 스캔들의 규모를 보여주듯이, 마틴 메이어는 당시 이렇게 썼다. "1980년대 저축 대부 (S&L) 산업의 성장에 힘입어 살찐 공동체가 납세자로부터 돈을 훔친 것은 미국 역사상 최악의 공적 스캔들이다... 돈으로 측정하든, 국가 자원의 잘못된 배분으로 측정하든... S&L의 폭정은 티팟 돔과 크레디 모빌리에를 사소한 사건으로 만든다."

### 이민
1980년대는 1910년대 이후 미국으로의 이민율이 가장 높았던 시기였고, 외국 태생 인구의 비율은 1940년대 이후 최고 수준에 달했다. 레이건은 이민을 그의 행정부의 주요 초점으로 삼지 않았지만, 그는 공화당 상원의원 앨런 심프슨과 민주당 하원의원 로마노 마촐리가 후원한 개혁 패키지를 지지하게 되었고, 이를 1986년 11월 이민 개혁 통제법으로 서명하여 법으로 제정했다. 이 법은 불법 이민자를 고의로 고용하거나 모집하는 것을 불법화하고, 고용주에게 직원의 이민 신분을 증명하도록 요구했으며, 1982년 1월 1일 이전에 미국에 입국하여 계속해서 거주한 약 300만 명의 불법 이민자들에게 사면을 부여했다. 이 법안은 또한 멕시코-미국 국경의 보안 조치를 강화하기 위한 조항도 포함하고 있었다. 새로 단장된 자유의 여신상 옆에서 열린 서명식에서 레이건은 이렇게 말했다. "이 법의 합법화 조항은 이제 자유롭고 개방된 사회의 많은 혜택에 접근할 수 없이 그림자 속에 숨어 살아야 하는 개인들의 삶을 개선하는 데 큰 도움이 될 것입니다. 곧 이들 남녀 중 많은 이들이 햇빛 속으로 나아갈 수 있을 것이며, 궁극적으로 그들이 선택한다면 미국인이 될 수도 있을 것입니다." 이 법안은 불법 이민을 막는 데 대체로 실패했으며, 불법 이민자 인구는 1986년 500만 명에서 2013년 1,110만 명으로 증가했다.

### 형사 및 마약 정책

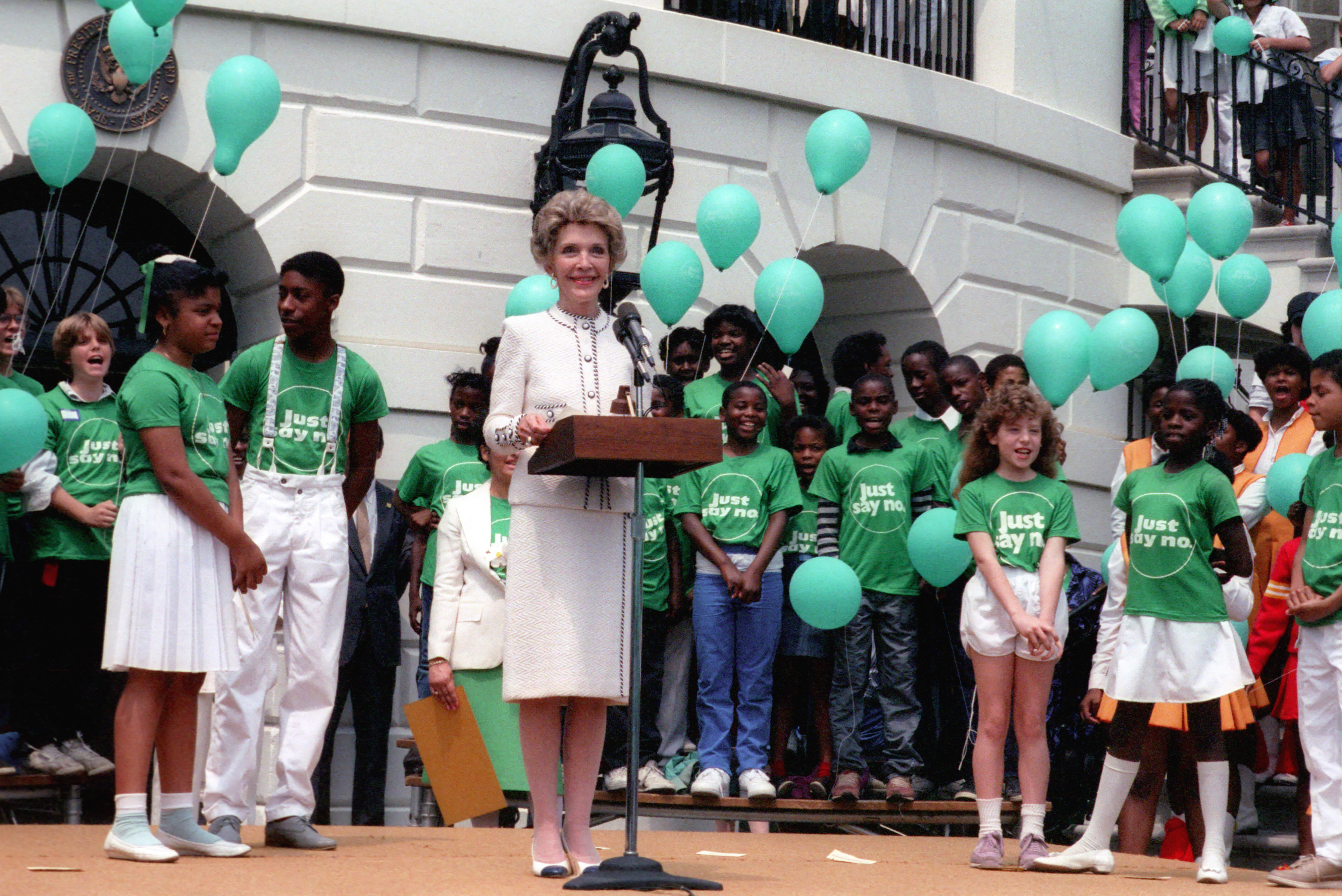
낸시 레이건 영부인이 백악관에서 저스트 세이 노 집회에 참석하고 있는 모습

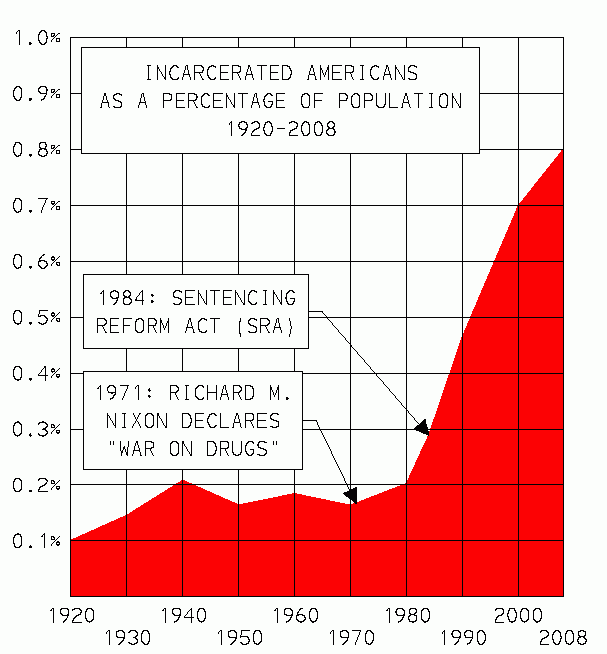
미국 교도소 수감률 증가를 보여주는 그래프

취임 직후 레이건은 "마약과의 전쟁"에서 더욱 강경한 정책을 선언했다. 그는 특히 청소년들 사이의 마약 사용을 줄이기 위해 모든 마약에 대한 "계획적이고 일치된 캠페인"을 약속했다. 많은 사람들이 크랙 코카인에 중독되어 수많은 살인 사건의 원인이 되었을 수 있는 "크랙 코카인 확산 사태"는 주요 공공 관심사로 부상했다. 영부인 낸시 레이건은 마약과의 전쟁을 영부인으로서의 주요 과제로 삼았고, "저스트 세이 노" 마약 인식 캠페인을 시작했다.
마약 사용에 대한 우려는 의회로 하여금 1984년 종합 범죄 통제법과 1986년 마약 남용 방지법과 같은 법안을 통과시키도록 촉구했는데, 후자는 마약과의 전쟁에 17억 달러를 지원하고 마약 범죄에 대한 의무적 최저 형량을 설정했다. 레이건은 또한 마약 사용에 대한 형사 처벌을 더욱 강화하고 국가마약통제정책실을 설립한 1988년 마약 남용 방지법에 서명했다. 비평가들은 레이건의 정책이 수감자 인구의 상당한 인종적 불균형을 촉진했고, 마약 가용성이나 거리 범죄를 줄이는 데 비효율적이었으며, 미국 사회에 큰 재정적 및 인적 비용을 초래했다고 비난했다. 지지자들은 레이건 재임 기간 동안 청소년 마약 사용자의 수가 감소했다고 주장했다.
1986년 5월 19일, 레이건 대통령은 1968년 총기 규제법을 개정하여 기관총의 양도 또는 소유를 금지하는 총기 소유자 보호법에 서명했다. 1989년 레이건은 "나는 스포츠, 사냥 등을 위한 총기 소유권이나 자기 방어를 위한 총기 소유권을 빼앗는 것을 믿지 않는다. 그러나 나는 AK-47, 기관총은 스포츠용 무기이거나 집 방어에 필요한 것이 아니라고 믿는다."라고 말했다.

### 사회 정책 및 민권
레이건은 낙태에 대한 연방 금지와 인종 차별 철폐를 위한 학군 통합 버스 운행 종식을 포함한 야심찬 사회 정책 의제를 대체로 시행할 수 없었다. 주요 사회 정책 입법이 부족했음에도 불구하고 레이건은 규제와 보수적인 대법관 임명을 통해 사회 정책에 영향을 미칠 수 있었다.

#### 학교 기도
레이건의 지지 하에 보수 공화당 상원의원 제시 헬름스는 대법원이 학교 기도를 의무화하는 주 및 지방 법률을 심사하지 못하도록 막으려 했지만, 로웰 와이커와 배리 골드워터와 같은 공화당 상원의원들이 헬름스의 법안 통과를 저지했다. 레이건은 학교에 조직적인 기도를 복원하기 위해 열렬히 선거 운동을 벌였는데, 처음에는 기도 시간으로, 나중에는 침묵 시간으로 바꾸었다. 그의 당선은 국가 공무원들이 공식적인 주 기도를 작성하고 공립학교에서 암송하도록 요구하는 것을 금지한 엔젤 대 바이탈에 대한 반대를 반영했다. 1981년에 그는 "이 헌법의 어떤 조항도 공립학교나 다른 공공 기관에서 개인 또는 집단 기도를 금지하는 것으로 해석되어서는 안 된다. 어떤 사람도 미국이나 어떤 주에 의해 기도에 참여하도록 요구되어서는 안 된다."라고 명시한 학교 기도에 관한 헌법 개정안을 제안했다. 1984년에 그는 다시 의회에 이 문제를 제기했다. 1985년에 그는 대법원 판결이 공립학교의 침묵 시간을 여전히 금지하고 있다는 것에 실망감을 표하며, 공립학교에서 기도를 재도입하려는 노력이 "힘든 싸움"이라고 말했다. 1987년에 그는 의회에 학교에서의 자발적인 기도를 지지할 것을 다시 촉구했다.

#### 민권
1982년, 레이건은 투표권법을 25년 연장하는 법안에 서명했는데, 이는 풀뿌리 로비와 입법 캠페인이 그로 하여금 법의 제한을 완화하려는 계획을 포기하게 만들었기 때문이다. 그는 또한 마지못해 적극적 우대조치 프로그램의 지속과 마틴 루터 킹 주니어 탄생일의 연방 공휴일 지정을 수용했다. 미국 평등고용기회위원회와 법무부는 카터 행정부 시절보다 연간 민권 사건을 훨씬 적게 기소했다. 1988년 레이건은 민권 회복법에 거부권을 행사했지만, 그의 거부권은 의회에 의해 뒤집어졌다. 레이건은 이 법안이 주권과 교회 및 사업주들의 권리를 침해한다고 주장했다.

### 환경 정책
레이건의 강력한 연방 개입 제한 및 규제 완화 선호는 환경에도 미쳤다. 그의 주요 목표는 기업에 대한 규제 부담을 줄여 미국 내 경제 활동을 활성화하는 것이었다. 이러한 정책 때문에 레이건은 재임 기간 동안 대기 오염 방지법 갱신을 거부했다. 레이건은 기존 오염 규제를 완화하고, 정부 환경 기관에 대한 자금 지원을 삭감했으며, 이들 기관을 감독하는 주요 직책에 환경 반대론자들을 임명했다.
1981년 레이건이 취임했을 때, 그는 급증하는 지구 온난화와 인위적 기후 변화 연구에 대한 자금 지원을 "줄이려고 시도했다". 1980년대 초반, 인간 활동과 기후 변화의 교차점에 대한 연구는 아직 초기 단계였고 과학자들은 이 주제에 대한 합의에 도달하지 못했다.
1987년, 레이건 행정부는 오존층을 손상시키는 배출가스를 줄이기 위한 노력으로 몬트리올 의정서에 서명했다.

### 대규모 감시
국가안보 우려를 이유로, 대통령의 국가안보팀은 레이건 첫 임기 초에 더 많은 감시 권한을 요구했다. 그들의 권고는 연방 정부의 정보 및 방첩 역량이 카터와 포드 대통령에 의해 약화되었다는 전제에 기반을 두고 있었다. 1981년 12월 4일, 레이건은 행정명령 12333에 서명했다. 이 대통령 지시는 정부 정보기관의 권한을 확대하고, 미국 시민, 영주권자, 그리고 미국 내 모든 사람에 대한 감시 규칙을 규정했으며, 정보기관이 어떤 정보를 수집, 보관, 공유할 수 있는지에 대한 추가 정책 및 절차를 만들도록 법무장관 등에게 지시했다.

## 외교 관계

### 냉전 심화

레이건은 재임 기간 동안 26개국에 24번의 해외 순방을 했다.

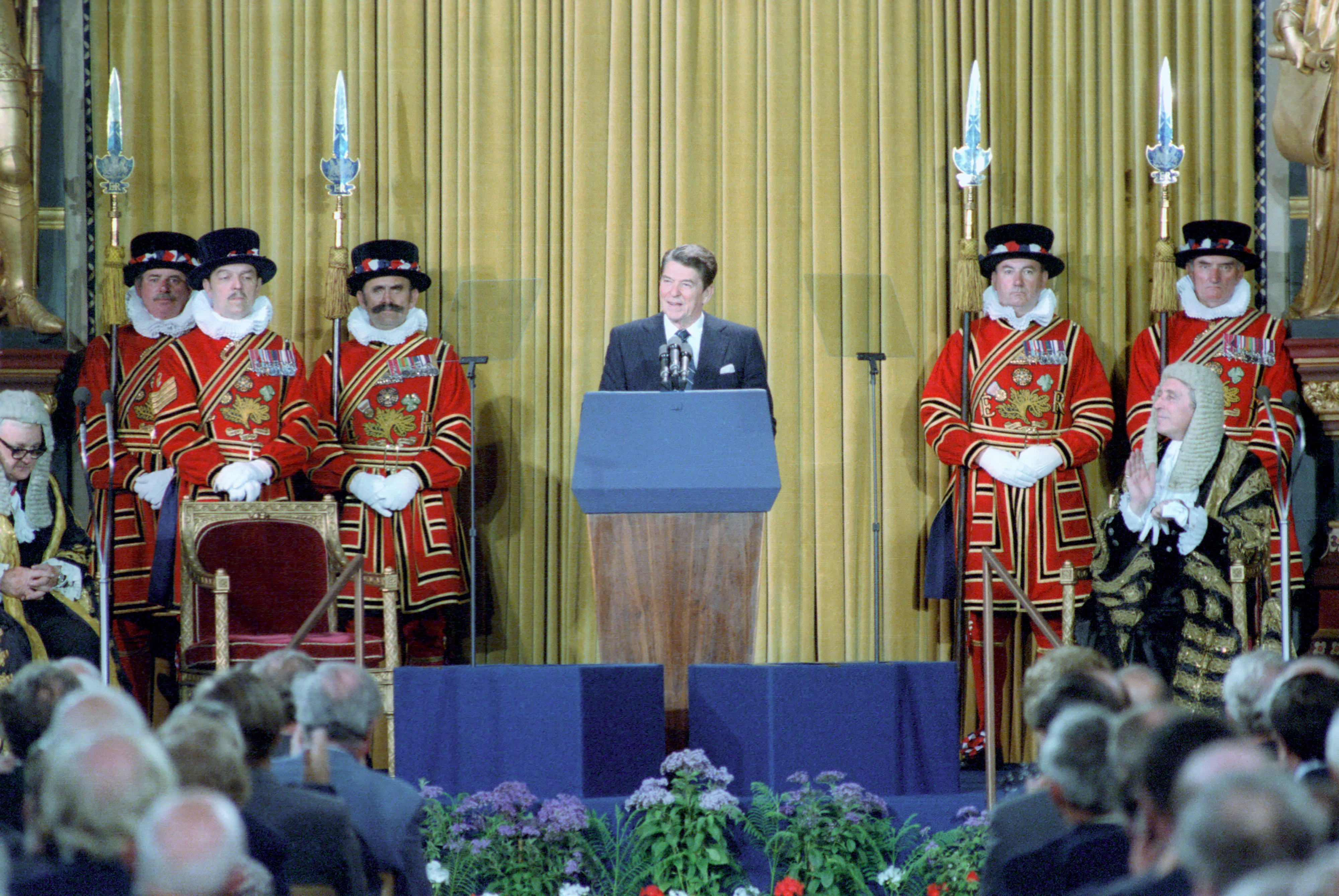
런던에서 영국 의회에 초청받아 연설한 첫 미국 대통령(1982년 6월 8일)으로, 레이건은 마르크스-레닌주의가 "역사의 쓰레기통"으로 전락할 것이라고 예측했다.

레이건은 아프가니스탄에 대한 소련의 침공 이후 1979년에 시작된 데탕트 정책의 전환을 가속화하며 냉전을 심화시켰다. 레이건은 소련이 미국보다 군사적 우위를 점했다고 우려했으며, 레이건 행정부는 군비 증강을 통해 미군이 우위를 점하고 소련 경제를 약화시키기를 바랐다. 레이건은 미국 군대의 대규모 증강을 명령하여 B-1 랜서 폭격기, B-2 스피릿 폭격기, 순항 미사일, MX 미사일, 그리고 600척 해군에 자금을 지원했다. 소련의 SS-20 배치에 대응하여 레이건은 NATO의 서독 퍼싱 미사일 배치를 감독했다. 대통령은 또한 소련과 공산주의를 도덕적 용어로 강력히 비난했으며, 소련을 "악의 제국"으로 묘사했다. 이러한 강경한 수사에도 불구하고, 레이건 행정부는 "START"의 형태로 소련과 군축 회담을 계속했다. 1970년대의 "SALT" 조약이 핵무기 보유량의 상한선을 정한 것과 달리, 제안된 START 조약은 양측이 기존 핵무기 보유량을 줄이도록 요구할 것이었다.

#### 전략방위구상
1983년 3월, 레이건은 전략방위구상 (SDI)을 도입했는데, 이는 지상 및 우주 기반 시스템을 사용하여 전략 핵탄도미사일 공격으로부터 미국을 보호하는 방어 프로젝트였다. 레이건은 이 방어막이 핵전쟁을 불가능하게 만들 수 있다고 믿었다. 많은 과학자와 국가 안보 전문가들은 이 프로젝트를 비용이 많이 들고 기술적으로 불가능하다고 비판했으며, 비평가들은 SDI를 동명의 인기 영화 시리즈를 인용하여 "스타워즈"라고 불렀다. 궁극적으로 SDI는 비용과 효과에 대한 우려뿐만 아니라 변화하는 국제 상황으로 인해 1993년에 취소될 것이었다. 그러나 소련은 SDI가 미칠 수 있는 영향에 대해 우려하게 되었고, 그 개발을 탄도탄 요격미사일 조약 위반으로 간주했다. SDI에 대한 항의로 소련은 군축 회담을 중단했고, 미-소 관계는 1960년대 초반 이후 최저점으로 떨어졌다. 냉전 긴장은 영화 그날 이후와 위험한 게임(둘 다 1983년), 그리고 네나의 노래 "99 Luftballons" (1983년)와 같은 대중 문화 작품에 영향을 미쳤으며, 이들 각각은 핵전쟁 가능성에 대한 대중의 높아지는 불안감을 보여주었다.

### 레이건 독트린

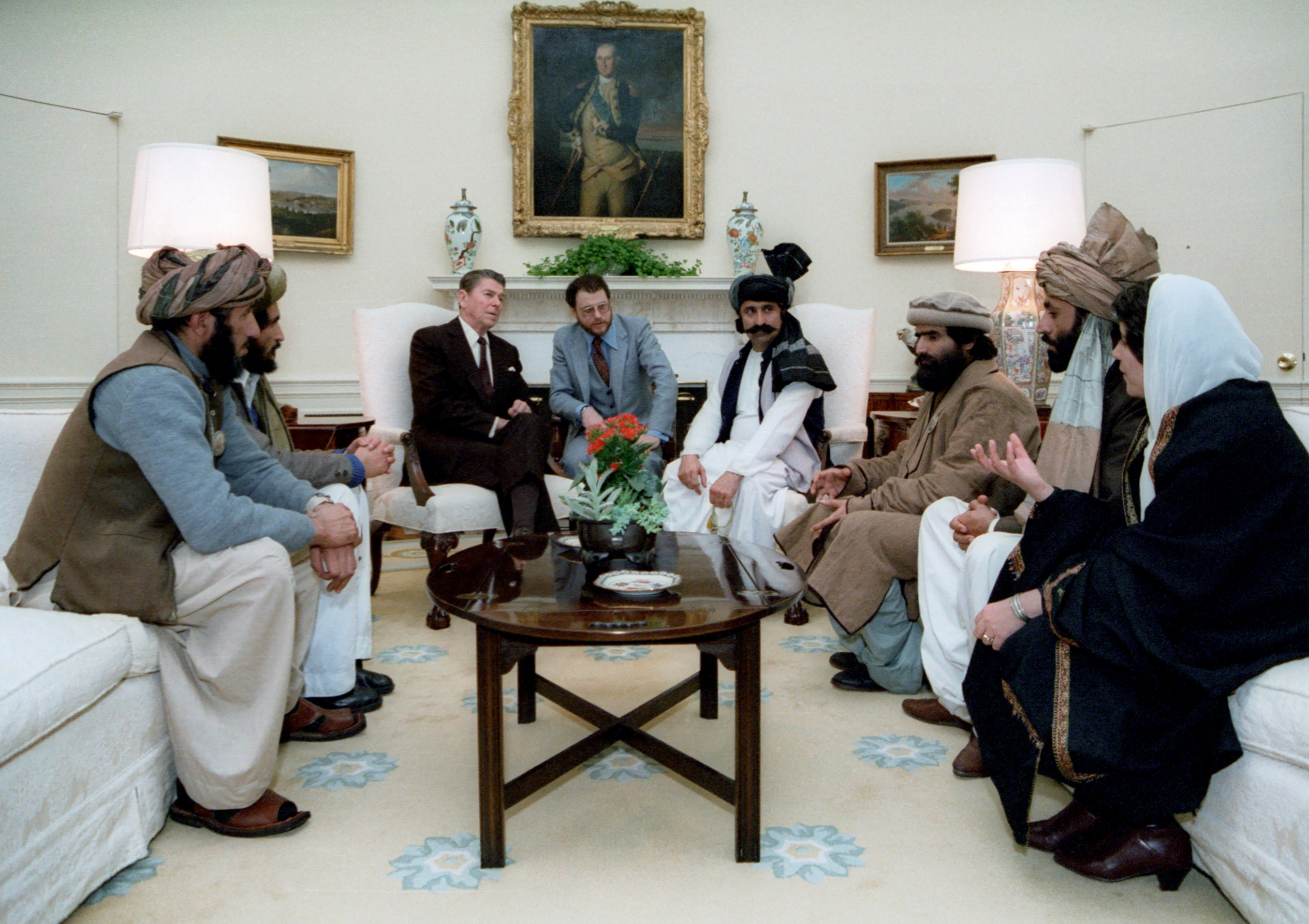
1983년 오벌 오피스에서 아프가니스탄-파키스탄 지역 지도자들과 회의하는 레이건.

레이건 독트린으로 알려지게 된 정책에 따라 레이건 행정부는 아프리카, 아시아, 라틴 아메리카에서 소련이 지원하는 공산주의 정부를 "되돌리려는" 노력으로 반공주의 저항 운동에 공개 및 비밀 지원을 제공했다. 동유럽에서는 CIA가 폴란드 야당 그룹인 연대에 지원을 제공하여 계엄령 기간 동안 연대가 유지될 수 있도록 했다. 레이건은 CIA의 특수활동부를 아프가니스탄과 파키스탄에 배치했으며, CIA는 소련–아프가니스탄 전쟁에서 소련군에 대항하는 무자헤딘 병력을 훈련, 장비 제공, 지휘하는 데 중요한 역할을 했다. 1987년까지 미국은 연간 6억 달러 이상과 무기, 정보, 전투 전문 지식을 아프가니스탄에 보내고 있었다. 소련은 1987년에 아프가니스탄에서 철수할 것이라고 발표했지만, 미국은 무자헤딘에서 발생한 두 그룹인 탈레반과 알카에다의 형태로 블로우백에 시달렸으며, 이 두 그룹은 미래 분쟁에서 미국에 맞설 것이었다.
선도적인 보수주의자들은 레이건의 외교 정책 전략이 안보 이익을 보호하는 데 필수적이라고 주장했지만, 비평가들은 이러한 구상을 공격적이고 제국주의적이라고 비난했으며, "전쟁광"이라고 혹평했다. 레이건은 또한 이센 아브레와 에프라인 리오스 몬트와 같이 심각한 인권 침해로 비난받는 반공주의 지도자들을 지원한 것에 대해 크게 비판받았다. 몬트는 과테말라 대통령이었으며 과테말라군은 익실족 및 기타 원주민 집단 학살에 대한 집단 학살 혐의를 받았다. 레이건은 몬트가 "부당한 비난"을 받고 있으며, 그를 "탁월한 개인적 청렴성을 지닌 사람"이라고 묘사했다. 이전의 인권 침해로 인해 미국은 과테말라 정부에 대한 원조를 중단했지만, 레이건 행정부는 군사 원조를 재개하기 위해 의회에 실패한 호소를 했다. 그러나 행정부는 미국 국제개발처와 같은 비군사적 지원을 성공적으로 제공했다.

### 중앙아메리카 및 카리브해

레이건은 그레나다에서 진행 중인 사태에 대해 도미니카 연방 총리 유지니아 찰스를 오벌 오피스에서 만났다.

레이건 행정부는 중앙아메리카와 카리브해를 냉전의 핵심 전선으로 보고 높은 우선순위를 두었다. 레이건과 그의 외교 정책팀은 특히 쿠바가 그레나다, 니카라과, 엘살바도르와 같은 국가들에 미칠 잠재적 영향력에 대해 우려했다. 쿠바와 소련의 영향력에 대항하기 위해 레이건은 카리브해 분지 구상 (Caribbean Basin Initiative)을 시작했는데, 이는 공산주의에 반대하는 국가들을 돕기 위해 고안된 경제 프로그램이었다. 그는 또한 니카라과의 콘트라 반군에게 무기를 공급하는 것과 같은 비밀 조치를 승인하여 이 지역에서 쿠바와 소련의 영향력을 최소화했다. 행정부는 아르헨티나와 엘살바도르와 같은 국가들에서 발생하는 인권 침해를 무시하면서 라틴 아메리카 전역의 우익 정부들을 지원했다.

#### 그레나다 침공
그레나다 좌익 정부의 모리스 비숍과 미국 간의 긴장이 고조된 것은 쿠바 건설 노동자들이 섬에 비행장을 건설하고 있었기 때문이었다. 1983년 10월 16일, 허드슨 오스틴이 이끄는 친공산주의 세력이 비숍에 대한 쿠데타를 일으켰고, 비숍은 체포되어 처형되었다. 레이건은 9일 후 약 5,000명의 미군을 그레나다 침공에 파견했다. 19명의 미국인, 45명의 그레나다인, 24명의 쿠바인이 사망하는 이틀간의 전투 끝에 오스틴 정부는 전복되었다. 레이건은 이어서 이렇게 선언했다. "우리의 약한 시대는 끝났다. 우리 군대는 다시 일어섰고 당당하다." 이 침공은 미국과 그레나다에서 대중의 지지를 얻었지만, 영국, 캐나다, 그리고 유엔 총회로부터 "국제법의 노골적인 위반"으로 비판받았다.

### 이란-콘트라 사건

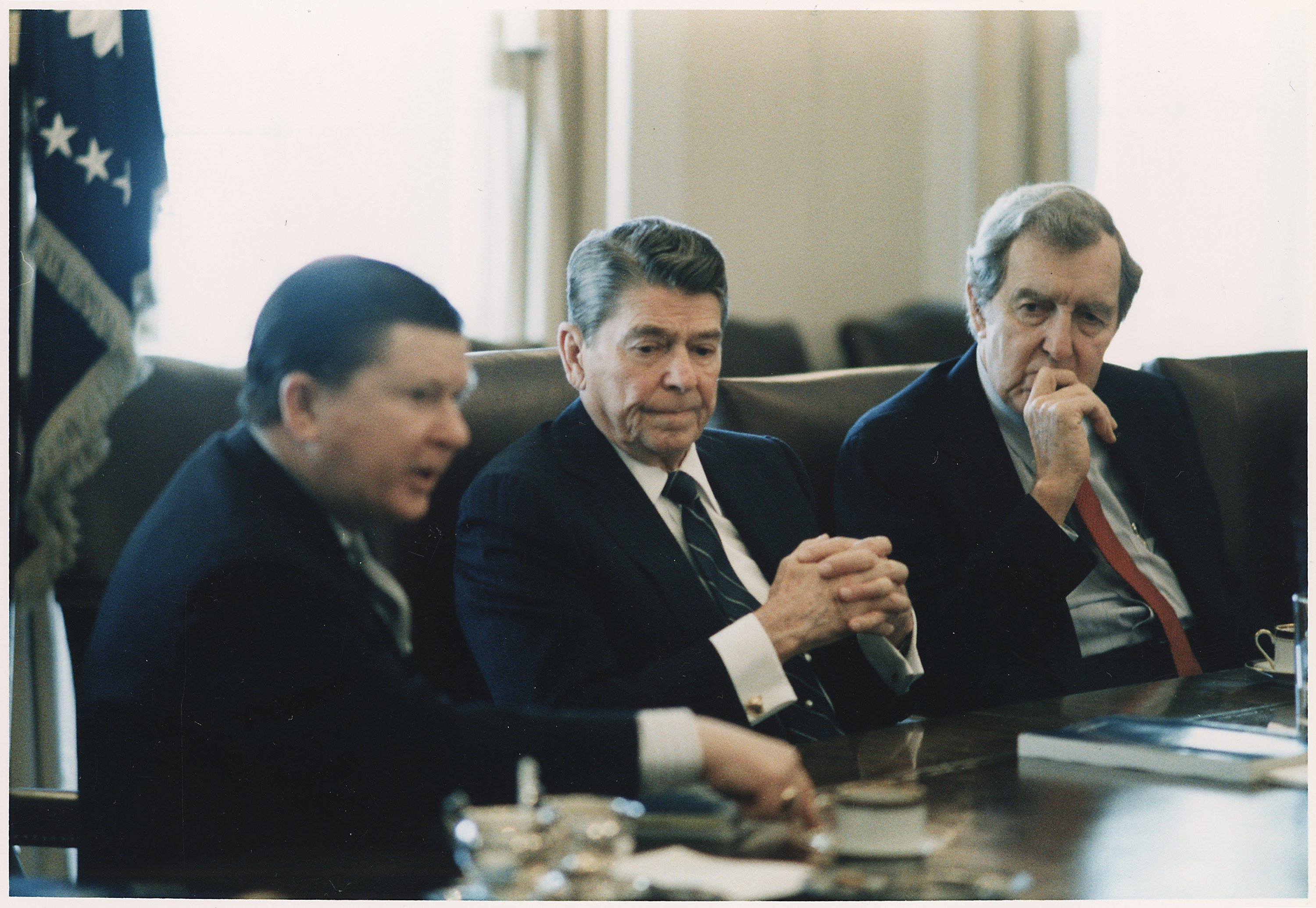
1987년 타워 위원회의 이란-콘트라 사건 보고서를 받는 레이건.

1979년, 니카라과의 좌익 반군 집단인 산디니스타는 니카라과 대통령을 전복시키고 다니엘 오르테가를 국가 지도자로 앉혔다. 산디니스타의 지도력 아래 니카라과가 공산주의자들에게 점령될 것을 우려한 레이건 행정부는 CIA 국장 윌리엄 J. 케이시에게 우익 콘트라 반군에게 무기를 지원하도록 승인했다. 콘트라와 산디니스타 간의 협상을 선호했던 의회는 1982년 볼랜드 수정안을 통과시켜 CIA와 국방부가 예산을 사용하여 콘트라 반군에게 지원을 제공하는 것을 금지했다. 콘트라 반군을 계속 지원하려던 레이건 행정부는 개인 기부자와 외국 정부로부터 콘트라 반군을 위한 자금을 모았다. 의회가 CIA가 니카라과 항구에 비밀리에 해상 기뢰를 설치했다는 사실을 알게 되자, 의회는 콘트라 반군에 대한 어떤 지원도 금지하는 두 번째 볼랜드 수정안을 통과시켰다.
두 번째 임기 동안 레이건은 이란이 지원하는 레바논 준군사 조직 헤즈볼라에 의해 억류된 7명의 미국인 인질을 석방시킬 방법을 찾으려 했다. 레이건 행정부는 이란이 헤즈볼라에게 인질을 석방하도록 압력을 가할 것이라는 희망으로 이란-이라크 전쟁에 참전 중이던 이란에 미국 무기를 판매하기로 결정했다. 국방장관 와인버거와 국무장관 슐츠는 모두 이 합의에 반대했기 때문에, 이 문제는 로버트 맥팔레인 국가안보보좌관과 그의 후임인 존 포인덱스터가 처리했다. 레이건 행정부는 의회에 알리지 않고 2000개 이상의 미사일을 이란에 판매했다. 헤즈볼라는 4명의 인질을 석방했지만 추가로 6명의 미국인을 납치했다. 올리버 노스 국가안보회의 보좌관의 주도로 레이건 행정부는 미사일 판매 수익금을 콘트라 반군에게 재분배했다. 이 거래는 1986년 11월 초에 대중에게 공개되었다. 레이건은 처음에는 어떤 잘못도 부인했지만, 11월 25일 포인덱스터와 노스가 행정부를 떠났고, 그는 거래를 조사하기 위해 타워 위원회를 구성할 것이라고 발표했다. 몇 주 후 레이건은 연방 판사 패널에게 별도의 조사를 수행할 특별 검사를 임명해 달라고 요청했고, 패널은 로렌스 월시를 선택했다.
전 공화당 상원의원 존 타워가 의장을 맡은 타워 위원회는 1987년 2월 보고서를 발표하여 행정부가 인질 대가로 무기를 거래하고 무기 판매 수익금을 콘트라 반군에게 보냈음을 확인했다. 이 보고서는 작전의 대부분의 책임이 노스, 포인덱스터, 맥팔레인에게 있다고 보았지만, 리건과 다른 백악관 직원들에 대해서도 비판적이었다. 타워 위원회 보고서에 대한 응답으로 레이건은 "그 결과는 정직하고, 설득력 있으며, 매우 비판적이다... 내가 알지 못하는 활동에 대해 아무리 화가 나더라도, 나는 여전히 그 활동에 대해 책임이 있다."라고 말했다. 이란-콘트라 사건으로 알려지게 된 이 스캔들은 레이건의 능력과 보수 정책의 지혜에 대한 의문을 제기하며 레이건 재임기에 심각한 피해를 입혔다. 1987년 3월에 실시된 여론조사에서는 응답자의 85%가 레이건 행정부가 조직적인 은폐에 가담했다고 믿었으며, 응답자의 절반은 레이건이 개인적으로 관여했다고 믿었다. 행정부의 신뢰성은 이란에 대한 자체 무기 금수 조치를 위반하면서 국제 무대에서도 심각하게 손상되었다. 의회 민주당원들은 탄핵을 고려했지만, 약화된 대통령에 대한 정치적 자본의 현명하지 못한 사용이 될 것이라고 판단했다. 민주당원들은 또한 레이건이 리건 비서실장을 하워드 베이커로 교체하기로 결정한 것에 어느 정도 만족했다.
이란-콘트라 스캔들에 대한 조사는 레이건 퇴임 후에도 계속되었지만, 조지 H. W. 부시 대통령이 캐스퍼 와인버거 국방장관을 재판 시작 전에 사면하면서 사실상 중단되었다. 조사관들은 레이건이 콘트라 반군에게 제공된 지원에 대해 알고 있었다는 결정적인 증거를 찾지 못했지만, 월시의 보고서는 레이건이 "다른 사람들이 저지른 범죄를 가능하게 한 조건들을 만들었으며", "스캔들을 은폐하는 데 의도적으로 참여하거나 묵인했다"고 언급했다.

### 냉전 종식

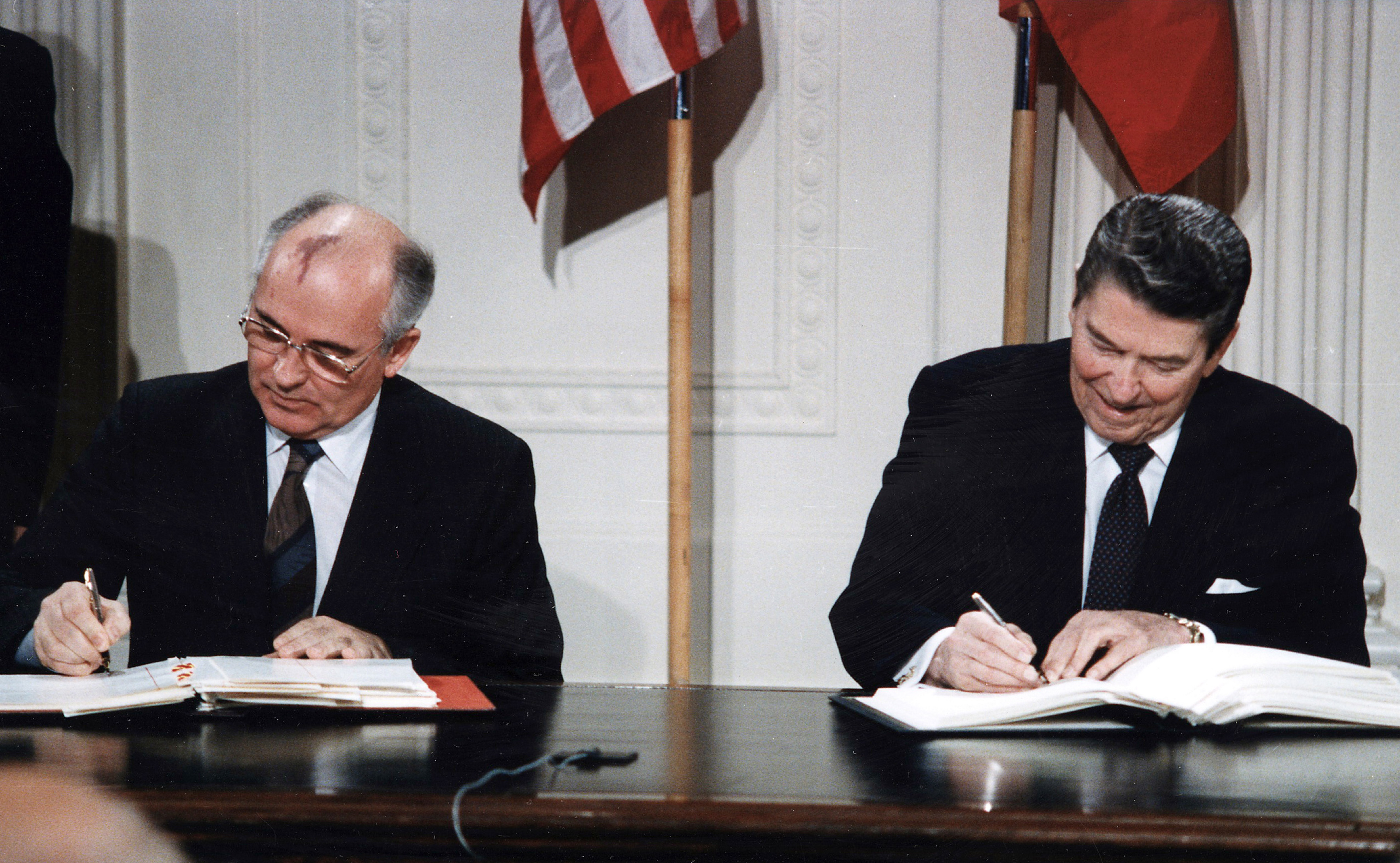
1987년 백악관에서 미하일 고르바초프와 레이건이 중거리 핵전력 조약에 서명하고 있다.

1982년부터 1985년 사이에 세 명의 소련 지도자가 사망했고, 1985년에 미하일 고르바초프가 집권할 때까지 소련은 불안정한 지도부 상태에 있었다. 소련은 레이건의 군비 증강 기간 동안 군사비 지출을 가속화하지 않았음에도 불구하고, 대규모 군사비 지출은 집단 농업과 비효율적인 계획 경제와 결합하여 소련 경제에 큰 부담이 되었다. 고르바초프는 전임자들보다 이념적으로 덜 경직되었으며, 소련이 시급히 경제 및 정치 개혁을 필요로 한다고 믿었다. 1986년에 그는 페레스트로이카와 글라스노스트라는 두 가지 개혁을 도입했는데, 이는 소련의 정치 및 경제 상황을 변화시킬 것이었다. 군사비 지출을 줄이고 핵전쟁 가능성을 최소화하려 했던 그는 또한 미국과의 군축 협상을 재개하려 했다.
두 번째 임기 동안 국내 문제에 대한 그의 영향력이 약화되면서 레이건은 점점 더 소련과의 관계에 집중했다. 레이건은 고르바초프 하의 소련 지도부의 방향 변화를 인식하고, 소련 지도자가 상당한 군축 협정을 추구하도록 장려하기 위해 외교로 전환했다. 레이건의 개인적인 사명은 핵무기가 없는 세상을 만드는 것이었는데, 레이건의 모스크바 주재 대사였던 잭 F. 매틀록 주니어에 따르면 그는 핵무기를 "완전히 비합리적이고, 완전히 비인간적이며, 살상 외에는 아무런 쓸모가 없으며, 지구상의 생명과 문명을 파괴할 가능성이 있는 것"으로 간주했다. 고르바초프와 레이건은 1985년 제네바 정상회담에서 만나기로 합의했으며, 그들은 미국과 소련 모두 "군사적 우위를 추구하지 않을 것"이라는 공동 성명을 발표했다. 두 지도자는 정상회담 후 사적인 서신 교환을 시작했으며, 각자는 군축 협상에 대해 점점 더 낙관적이 되었다. 레이건의 소련과의 협상 의지는 와인버거를 포함한 많은 보수주의자들의 반대에 부딪혔다. 보수적인 칼럼니스트 조지 윌은 레이건이 "희망적인 생각을 정치 철학의 수준으로 격상시켰다"고 썼다.
양국이 수행한 정보 작전과 독일 및 아프가니스탄의 긴장을 포함한 다양한 문제들은 미국과 소련 간의 합의 가능성을 저해할 위협이 되었다. 그럼에도 불구하고 고르바초프와 레이건은 1986년 10월 레이캬비크 정상회담에서 군축 협상을 계속하기로 합의했다. 정상회담에서 고르바초프와 레이건은 10년에 걸쳐 미국과 소련의 핵무기 보유량을 크게 줄이거나 없애는 합의에 거의 도달했지만, SDI 개발에 대한 이견으로 인해 협상이 결렬되었다. 레이건은 서베를린에서 행한 1987년 연설에서 고르바초프를 공격했지만, 협상은 계속되었다. 고르바초프와 레이건은 중거리 탄도 미사일과 같은 중거리 핵무기와 대륙간 탄도 미사일과 같은 전략 무기에 대한 별도의 조약을 협상하기로 합의함으로써 교착 상태를 해결했다.
합의의 틀이 마련되자 레이건과 고르바초프는 1987년 워싱턴 정상회담에서 만났다. 그들은 중거리 핵전력 조약 (INF 조약)에 서명했는데, 이 조약은 양 당사자가 각자의 단거리 및 중거리 미사일 보유고를 완전히 폐기하기로 약속하는 것이었다. 이 협정은 미국과 소련이 특정 유형의 핵무기 제거에 전념한 첫 사례였지만, 전 세계 핵무기 보유량의 약 20분의 1만을 해체하는 것이었다. 이 조약은 또한 양측이 합의를 준수하는지 확인하기 위한 사찰 체제를 확립했다. INF 조약 외에도 레이건과 고르바초프는 START로 알려진 잠재적인 전략 무기 조약을 논의했지만, SDI는 여전히 주요 쟁점이었다. 1988년 5월, 상원은 93대 5로 INF 조약 비준에 찬성표를 던졌다.
제시 헬름스와 같은 보수주의자들의 공격에도 불구하고 INF 조약은 이란-콘트라 사건 이후 레이건의 인기를 크게 높였다. 양국 간의 새로운 무역 및 개방 시대가 시작되었고, 미국과 소련은 이란-이라크 전쟁과 같은 국제 문제에 협력했다. 레이건이 1988년 고르바초프와의 네 번째 정상회담을 위해 모스크바를 방문했을 때, 그는 소련인들에게 유명인사로 여겨졌다. 한 기자가 대통령에게 여전히 소련을 악의 제국으로 생각하는지 물었다. "아니요," 그는 대답했다. "나는 다른 시대, 다른 시기에 대해 말하고 있었습니다." 고르바초프의 요청으로 레이건은 모스크바 국립 대학교에서 자유 시장에 대한 연설을 했다. 1988년 12월, 고르바초프는 사실상 브레즈네프 독트린을 포기하여 동유럽의 민주화를 위한 길을 열었다. 1989년 11월, 레이건이 퇴임한 지 10개월 후 베를린 장벽이 무너졌다. 냉전은 다음 달 몰타 회담에서 비공식적으로 종료되었다.

### 독일 비트부르크에서 전사자 기리기
레이건은 1985년 서독의 묘지에서 나치 전범들을 기렸다는 비난을 받아 많은 비판을 받았다. 1985년 2월, 행정부는 레이건이 비트부르크의 독일 군인 묘지를 방문하여 서독 총리 헬무트 콜과 함께 화환을 놓아달라는 초청을 수락했다. 디버는 독일 의전 수장으로부터 전범이 그곳에 묻혀 있지 않다는 확신을 받았다. 나중에 그 묘지에 무장친위대원 49명의 무덤이 있다는 것이 밝혀졌다. 디버나 다른 행정부 관리들이 처음에는 깨닫지 못했던 것은 많은 독일인들이 일반적으로 나치 열성분자로 구성된 정규 SS와 군사 부대에 소속되어 징집병으로 구성된 무장친위대를 구별했다는 점이었다.
1985년 4월 논란이 불거지자 레이건은 그 묘지에 묻힌 나치 병사들을 "희생자"라고 부르는 성명을 발표했는데, 이는 레이건이 SS 대원들을 홀로코스트 희생자들과 동일시했다는 논란을 불러일으켰다. 레이건의 공보실장 팻 뷰캐넌은 대통령이 SS 대원들을 실제 홀로코스트와 동일시한 것이 아니라 나치즘 이데올로기의 희생자로 보았다고 주장했다. 이제 방문을 취소하라는 강력한 압력을 받게 된 레이건은 콜 총리에게 한 약속을 철회하는 것은 잘못된 일이라고 답했다. 1985년 5월 5일, 레이건 대통령과 콜 총리는 먼저 옛 나치 베르겐-벨젠 강제 수용소 부지를 방문한 후 비트부르크 묘지를 방문하여 두 명의 군 장성과 함께 화환을 놓았다.

### 중동

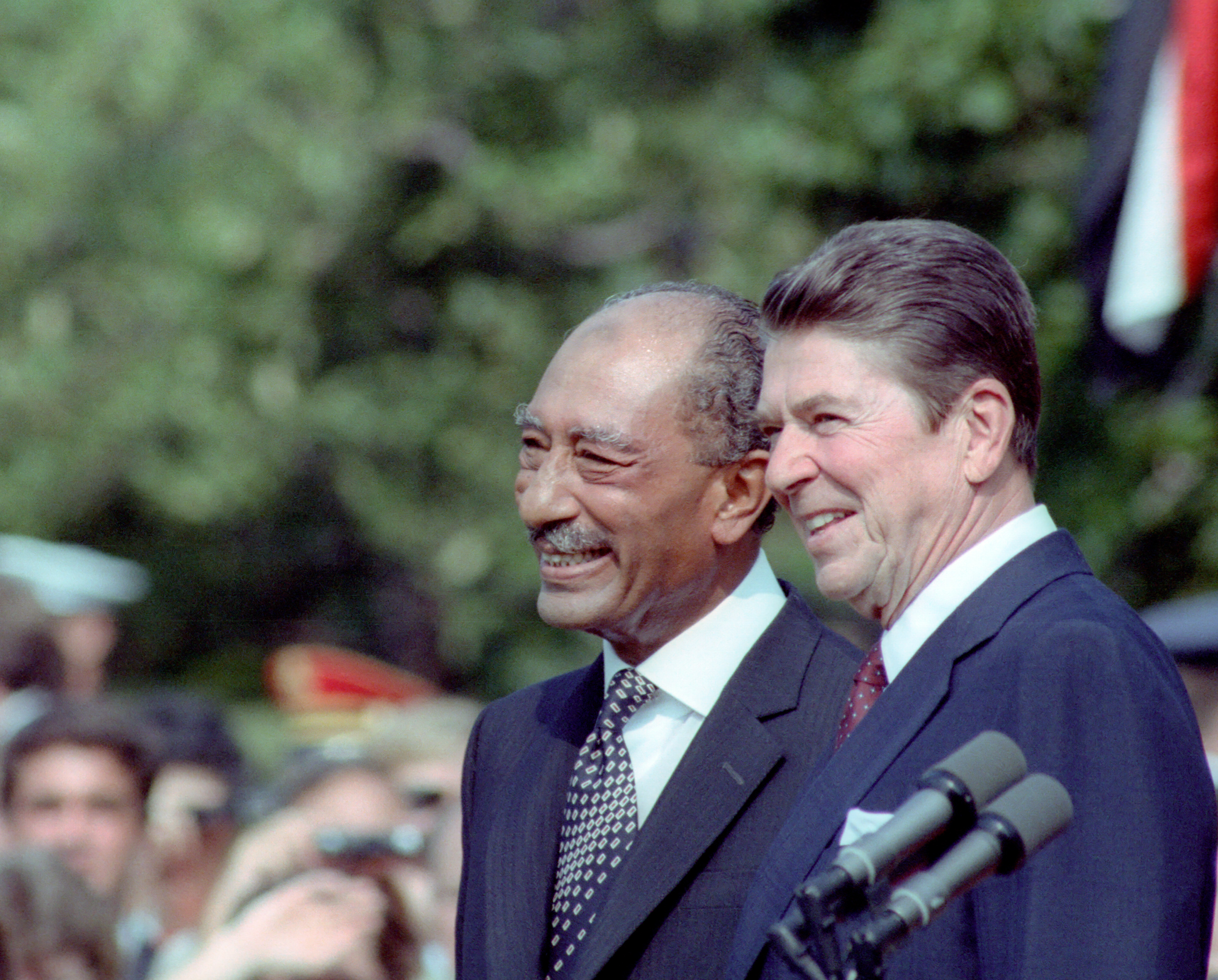
1981년 백악관에서 공동 기자회견을 하고 있는 이집트 대통령 안와르 사다트와 레이건.

#### 레바논
1975년 레바논에서 내전이 발발했고, 이스라엘과 시리아 모두 1982년에 레바논 내에서 군사 행동을 감행했다. 이스라엘이 남레바논을 침공한 후, 레이건은 이스라엘 침공에 반대하라는 국내외 압력에 직면했지만, 레이건은 이스라엘을 공개적으로 비난하는 것을 꺼렸다. 레이건은 레바논에서 이스라엘을 공격한 PLO 병력을 격파하려는 이스라엘의 열망에 공감했지만, 사상자가 늘어나고 이스라엘군이 레바논 수도 베이루트에 접근하자 이스라엘에 침공을 중단하도록 압력을 가했다. 미국 외교관 필립 하비브는 이스라엘, 시리아, PLO 모두 레바논에서 병력을 철수하는 것에 동의하는 휴전을 주선했다. 이스라엘이 완전 철수를 지연하고 레바논에서 폭력이 계속되자 레이건은 미 해병대를 포함한 다국적군이 레바논에서 평화 유지군으로 활동하도록 주선했다. 1983년 10월, 베이루트에서 거의 동시에 발생한 두 차례의 폭탄 테러로 241명의 미 해병대원과 58명의 프랑스 군인이 사망했다. 다국적 평화 유지군은 1984년에 레바논에서 철수했다. 레바논 내전에 대한 미국과 이스라엘의 역할에 대응하여 시아 무장 단체인 헤즈볼라는 미국인 인질을 잡기 시작했고, 1985년 중반까지 8명의 미국인을 억류했다. 레이건 행정부가 이 인질들을 석방하려는 시도는 이란-콘트라 스캔들의 주요 구성 요소가 될 것이었다. 레바논에 대한 미국의 개입에 대응하여 국방부는 "파월 독트린"을 개발했는데, 이는 미국이 최후의 수단으로 군사적으로 개입해야 하며, 그러한 개입에서 명확하고 제한적인 목표를 설정해야 한다는 것이었다. 파월 독트린이라고 불리지만, 이 정책은 원래 국방장관 와인버거가 개발한 것으로, 그는 레바논뿐만 아니라 베트남 전쟁의 경험에도 영향을 받았다.

#### 리비아 폭격

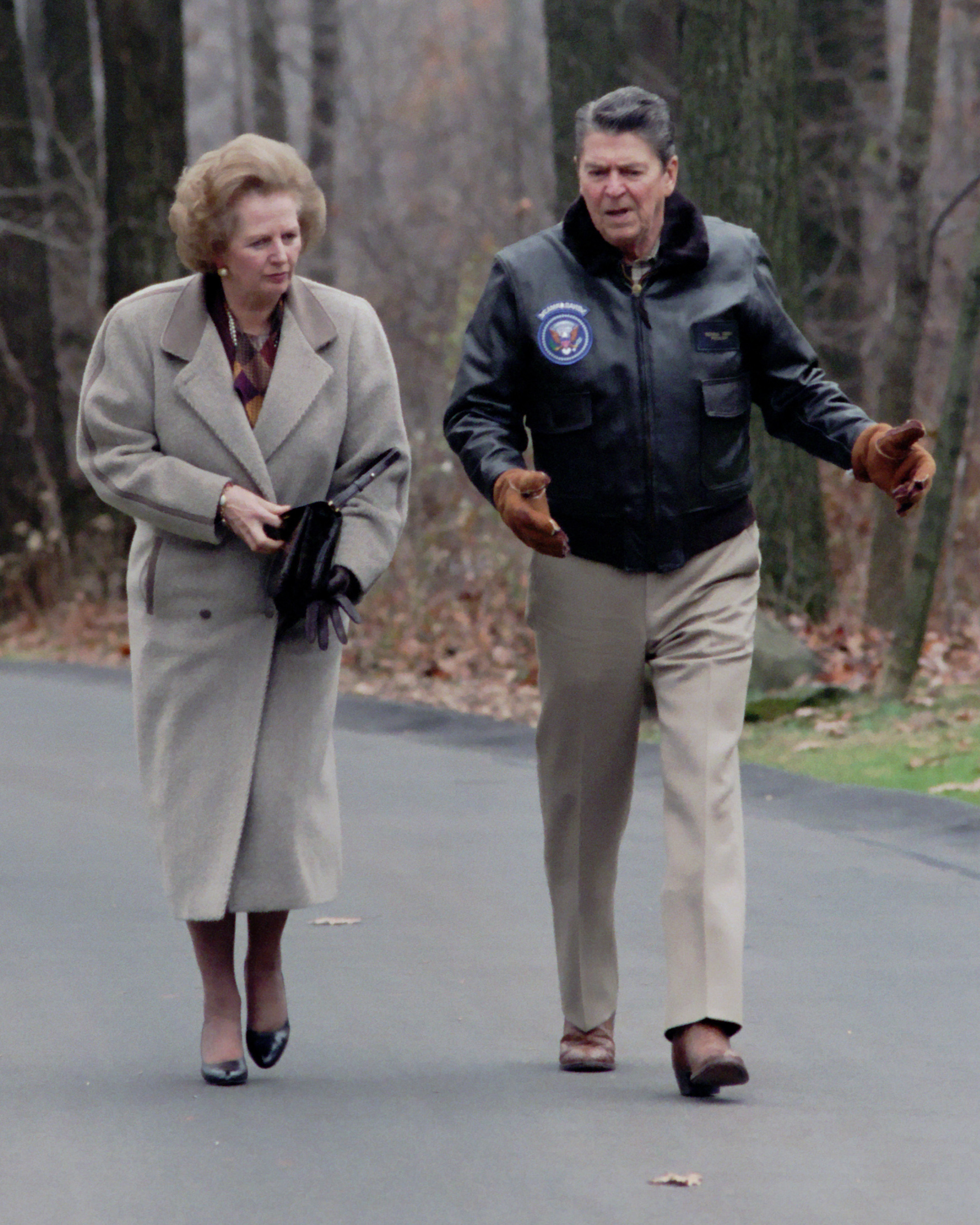
마거릿 대처 영국 총리(1986년 캠프 데이비드에서 레이건 대통령과 함께 걷고 있는 모습)는 미국이 리비아 공격을 감행하기 위해 영국 공군 기지를 사용할 수 있도록 허가했다.

레이건 대통령 재임 기간 동안 리비아와 미국 간의 관계는 1981년 시드라 만 사건을 시작으로 계속해서 논쟁적이었으며, 1982년까지 리비아 지도자 무아마르 알 카다피는 CIA에 의해 소련 지도자 레오니트 브레즈네프와 쿠바 지도자 피델 카스트로와 함께 "성스럽지 못한 삼위일체"로 알려진 그룹의 일원으로 간주되었고, CIA 관계자에 의해 "우리의 국제적인 공공의 적 1호"로도 불렸다. 이러한 긴장은 1986년 4월 초 서베를린 디스코테크에서 폭탄이 폭발하여 63명의 미군 병력이 부상하고 1명의 군인이 사망하면서 다시 불거졌다. 리비아가 테러 폭격을 지시했다는 명백한 증거가 있다고 밝히며 레이건은 리비아에 대한 무력 사용을 승인했다. 1986년 4월 15일 늦은 저녁, 미국은 리비아의 지상 목표물에 일련의 공중 폭격을 개시했다.

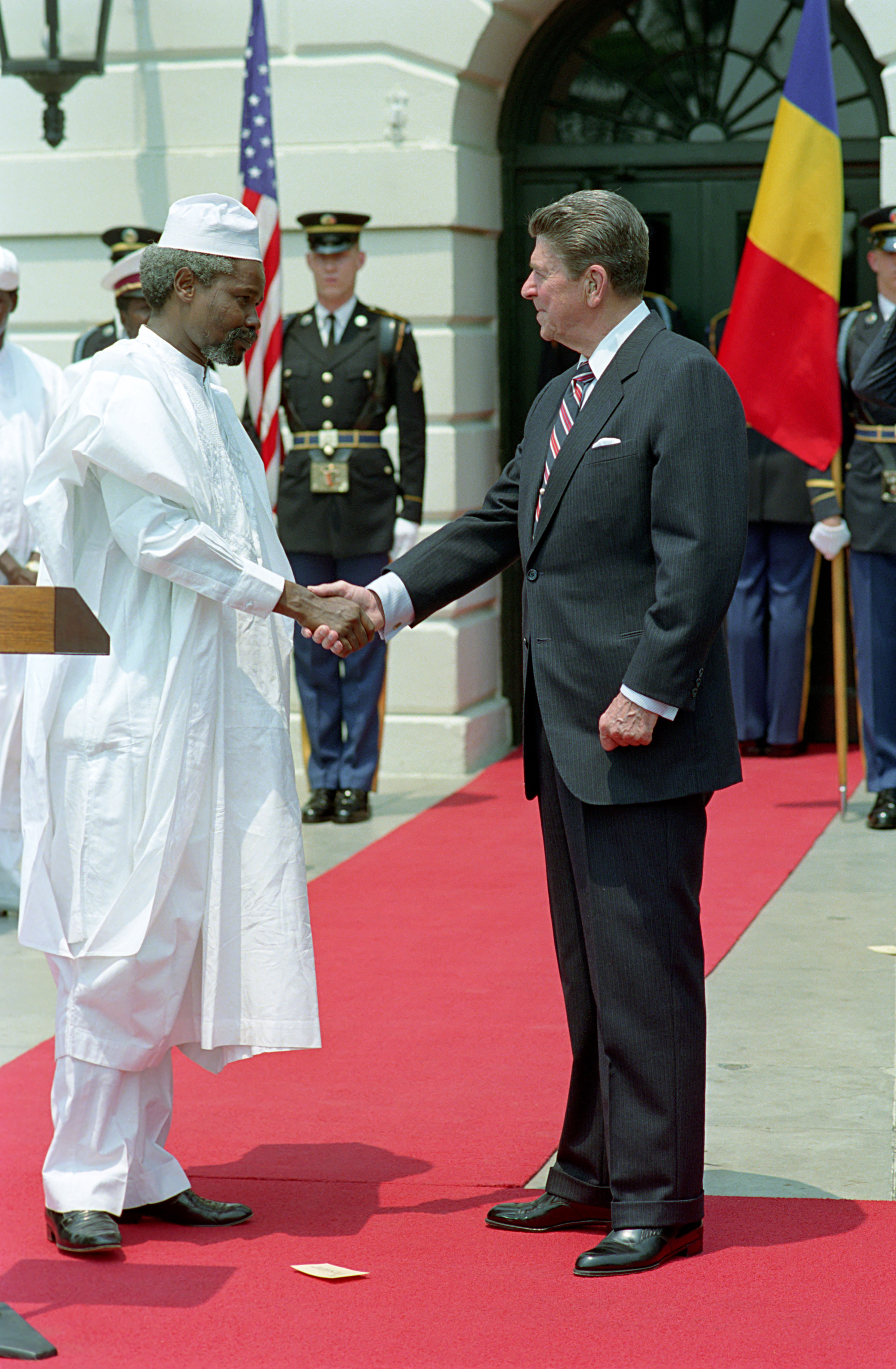
백악관에서 이센 아브레 차드 대통령. 아브레는 카다피의 리비아에 맞서는 동맹으로 레이건 행정부의 지원을 받았다.

영국 총리 마거릿 대처는 유엔 헌장 제51조에 따른 미국의 자위권 지원을 정당화하며 영국 공군이 영국 공군 기지를 사용하여 공격을 개시하도록 허용했다. 이 공격은 카다피의 "테러 수출 능력"을 막고 그에게 "범죄 행위를 변경할 유인책과 이유"를 제공하기 위해 고안되었다. 대통령은 공격이 시작된 후 오벌 오피스에서 국민들에게 연설하며 "우리 국민이 적대적인 정권의 직접적인 명령으로 전 세계 어디에서든 공격받거나 학대당하면, 내가 이 사무실에 있는 동안 우리는 대응할 것이다."라고 말했다. 이 공격은 많은 국가들로부터 비난받았다. 79대 28(기권 33)의 투표로 유엔 총회는 "1986년 4월 15일 사회주의 인민 리비아 아랍 자마히리야에 대해 저질러진 군사 공격은 유엔 헌장과 국제법 위반을 구성한다"는 결의 41/38을 채택했다.

### 남아프리카 공화국

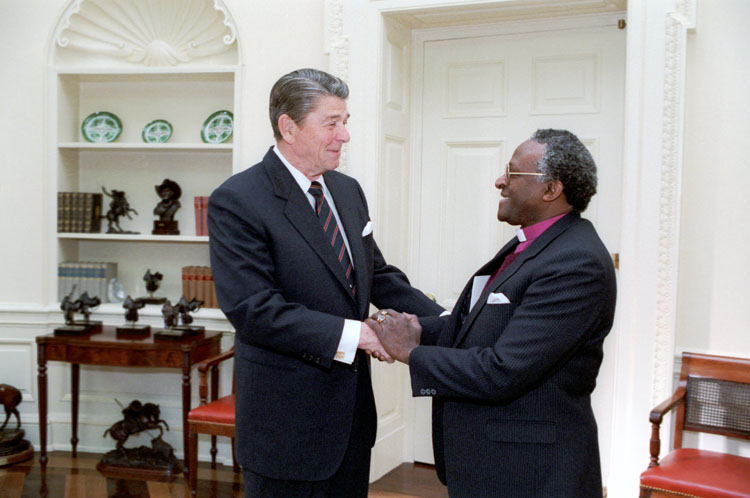
1984년 남아프리카 공화국의 반아파르트헤이트 운동가 데즈먼드 투투를 만나는 레이건 대통령.

로널드 레이건 대통령 재임 기간 동안 남아프리카 공화국은 인종 차별에 기반을 둔 비민주적인 정부 시스템인 아파르트헤이트를 계속 사용했으며, 이 시스템에서 소수의 백인 남아프리카인들은 비백인 대다수 시민들의 삶을 거의 완벽하게 법적으로 통제했다. 1980년대 초반에는 타운십에서의 사건과 스티븐 비코의 죽음에 대한 분노의 결과로 이 문제가 국제적인 관심의 중심으로 떠올랐다. 레이건 행정부의 정책은 남아프리카 공화국 아파르트헤이트 정부와의 "건설적 관여"를 요구했다. 미국 의회와 외교적 또는 경제적 제재를 요구하는 대중의 비난에 반대하여 레이건은 이 정권에 대해 비교적 미미한 비판을 가했으며, 이 정권은 그렇지 않으면 국제적으로 고립되어 있었고, 미국은 정부를 인정했다. 남아프리카 공화국 군대는 당시 나미비아를 점령하고 있었고, 사빔비의 UNITA와 동맹을 맺고 여러 인접 국가에서 대리 전쟁을 벌이고 있었다. 레이건 행정부 관리들은 아파르트헤이트 정부를 핵심적인 반공산주의 동맹으로 보았다.
레이건 행정부가 더 엄격한 경제 제재 요구에 무관심하자, 반아파르트헤이트 운동가들은 남아프리카 공화국에서 사업을 하는 회사들의 주식을 매각하도록 개인과 기관을 움직이는 철수 캠페인을 벌였다. 1985년 후반, 남아프리카 공화국 정부의 아파르트헤이트 정책에 대한 행정부의 관대한 태도에 대한 대중과 의회의 반대가 고조되자, 레이건은 이 문제에 대해 "갑작스러운 입장 번복"을 했고, 무기 금수 조치를 포함한 남아프리카 공화국 정부에 대한 제재를 제안했다. 그러나 이러한 제재는 반아파르트헤이트 운동가들에게는 약한 것으로 간주되었고, 81명의 하원 공화당 의원을 포함한 대통령의 의회 반대파들에게는 불충분한 것으로 간주되었다. 1986년 8월, 의회는 더 강력한 제재를 포함하는 종합 반아파르트헤이트법을 승인했다. 레이건은 이 법에 거부권을 행사했지만, 이는 의회의 초당적 노력으로 무효화되었다. 1990년까지 레이건의 후임인 조지 H. W. 부시 하에서 새로운 남아프리카 공화국 정부인 프레데리크 빌렘 데 클레르크는 광범위한 개혁을 도입했지만, 부시 행정부는 이것이 더 강력한 제재의 결과는 아니라고 주장했다.

### 자유 무역
1980년 대통령 선거 운동 기간 동안 레이건은 북미에 공동 시장을 만들 것을 제안했다. 취임 후 레이건은 1984년 무역 및 관세법에 서명했는데, 이 법은 대통령에게 자유 무역 협정 협상에서 "신속 처리" 권한을 부여했다. 1985년 레이건은 미국 역사상 첫 양자 자유 무역 협정인 이스라엘-미국 자유 무역 협정에 서명했다. 1988년 레이건과 캐나다 총리 브라이언 멀로니는 캐나다-미국 자유 무역 협정에 서명했는데, 이는 미국과 캐나다 간의 무역 장벽을 크게 줄였다. 이 무역 협정은 미국, 캐나다, 멕시코 간의 북미자유무역협정의 기초가 될 것이었다.

## 나이와 건강
당시 레이건은 미국 대통령을 지낸 사람 중 가장 나이가 많은 사람이었다. 레이건의 건강은 재임 기간 동안 때때로 우려의 대상이 되었다.
재임 초기 레이건은 맞춤 제작된 첨단 보청기를 착용하기 시작했는데, 처음에는 오른쪽에, 나중에는 왼쪽에도 착용했다. 그가 1983년에 작고한 음향 증폭 장치를 착용한 사실을 공개하기로 결정한 것은 판매를 촉진했다.
1985년 7월 13일, 레이건은 대장암으로 인해 대장의 일부를 제거하는 수술을 받았다. 그는 수정 헌법 제25조에 명시된 절차와 유사하게 8시간 동안 부통령에게 대통령 권한을 위임했으며, 그는 이를 명시적으로 발동하는 것을 피했다. 수술은 3시간이 채 걸리지 않았으며 성공적이었다. 레이건은 그날 늦게 대통령 권한을 재개했다. 그해 8월, 그는 코에서 피부암 세포를 제거하는 수술을 받았다. 10월에는 코에서 더 많은 피부암 세포가 발견되어 제거되었다.
전 백악관 특파원 레스리 스탈은 나중에 1986년에 그녀와 다른 기자들이 레이건의 알츠하이머병 초기 증상일 수 있는 것을 발견했다고 썼다. 그녀는 마지막 취재 날, 레이건이 몇 분 동안 그녀에게 말을 걸었지만 그녀가 누구인지 모르는 듯하다가 다시 평소 행동으로 돌아왔다고 말했다. 그러나 레이건의 주치의 존 허턴은 레이건이 재임 기간 동안 "절대적으로" "치매나 알츠하이머의 어떤 징후도 보이지 않았다"고 말했다. 그의 의사들은 그가 백악관을 떠난 후에야 알츠하이머 증상을 보이기 시작했다고 언급했다.
1987년 1월, 레이건은 전립샘 비대증으로 수술을 받았는데, 이는 그의 건강에 대한 추가적인 우려를 불러일으켰다. 암성 성장은 발견되지 않았고, 그는 수술 중 진정되지 않았다. 그해 7월, 그는 코에 세 번째 피부암 수술을 받았다.
1989년 1월 7일, 레이건은 왼손 약지의 듀피트렌 구축을 치료하기 위한 수술을 받았다.

## 레이건 재임 기간 중 선거
|         |           | 상원 지도자 | 상원 지도자 | 하원 지도자 | 하원 지도자 |
| 의회    | 연도      | 다수당      | 소수당      | 의장        | 소수당      |
| ------- | --------- | ----------- | ----------- | ----------- | ----------- |
| 제97대  | 1981–1982 | 베이커      | 버드        | 오닐        | 미셸        |
| 제98대  | 1983–1984 | 베이커      | 버드        | 오닐        | 미셸        |
| 제99대  | 1985–1986 | 돌          | 버드        | 오닐        | 미셸        |
| 제100회 | 1987–1988 | 버드        | 돌          | 라이트      | 미셸        |
| 제101회 | 1989      | 미첼        | 돌          | 라이트      | 미셸        |

| 의회    | 상원  | 하원 |
| ------- | ----- | ---- |
| 제97대  | 53–54 | 192  |
| 제98대  | 54–55 | 166  |
| 제99대  | 53    | 182  |
| 제100대 | 45–46 | 177  |
| 제101대 | 45    | 175  |

### 1982년 중간선거
1982년 중간선거에서 민주당은 하원 다수당을 유지했고 공화당은 상원 통제권을 유지했다. 하원에서의 민주당 의석 증가는 레이건의 정책에 대한 제약을 가했으며, 새로 구성된 의회는 레이건의 보수적인 정책에 훨씬 덜 개방적이었다. 민주당의 선거 승리에도 불구하고, 이 선거는 1930년 선거 이후 공화당이 의회의 어느 한 쪽에서든 다수당을 성공적으로 지킨 첫 사례였다.

### 1984년 재선 운동

레이건 대통령은 1984년 대통령 선거에서 민주당의 월터 먼데일을 물리쳤다. 레이건 대통령은 미국 역사상 가장 큰 압승 선거 승리 중 하나인 유효 득표율 59%를 얻어 54,455,472표를 얻었으며, 먼데일은 37,577,352표를 얻었다. 레이건 대통령은 선거인단 투표에서도 더 큰 승리를 거두어 525표를 얻었고, 먼데일은 13표를 얻었다.

레이건의 지지율은 취임 첫 해에 하락했지만, 1983년에 미국이 경기 침체에서 벗어나기 시작하면서 반등했다. 1984년 민주당 대통령 후보 경선의 선두 주자는 전 부통령 월터 먼데일, 콜로라도 상원의원 게리 하트, 아프리카계 미국인 민권 운동가 제시 잭슨이었다. 하트가 여러 예비 선거에서 승리했지만, 먼데일이 결국 후보 지명을 얻었다. 여론조사에서 뒤처진 먼데일은 자신의 선거 운동에 지지를 얻기 위해 제럴딘 페라로 하원의원을 러닝메이트로 선택하여 페라로는 미국 역사상 최초의 주요 정당 여성 부통령 후보가 되었다. 민주당 후보 지명을 수락하면서 먼데일은 레이건의 환경, 사회 보장, 핵무기, 민권 및 기타 문제에 대한 정책을 공격하며 레이건 행정부가 "부자의, 부자에 의한, 부자를 위한" 것이라고 말했다. 그는 또한 레이건 하에서 누적된 연방 부채를 비판하며 "...예산은 압박을 받을 것이다. 세금은 올라갈 것이다. 그리고 그렇지 않을 것이라고 말하는 사람은 미국 국민에게 진실을 말하지 않는 것이다."라고 말했다.
한편, 레이건은 재선 캠페인을 위한 새로운 입법 제안을 일반적으로 거부하고, 대신 미국이 주최한 1984년 하계 올림픽과 노르망디 상륙 40주년과 같은 행사에 초점을 맞췄다. 레이건이 또 다른 임기 동안 대통령의 직무를 수행할 수 있는지에 대한 의문이 일부 관찰자들로부터 제기되었는데, 특히 첫 번째 대통령 토론회에서 약한 모습을 보인 후 더욱 그러했다. 그의 분명히 혼란스럽고 건망증 있는 행동은 그의 지지자들에게도 분명히 드러났는데, 그들은 이전에 그를 영리하고 재치 있는 사람으로 알고 있었다. 그가 알츠하이머병을 앓고 있다는 소문이 돌기 시작했다. 레이건은 두 번째 토론회에서 반등하여 나이에 대한 질문에 대해 "나는 이 선거 운동에서 나이를 쟁점으로 삼지 않을 것이다. 나는 정치적 목적으로 내 상대방의 젊음과 미숙함을 이용하지 않을 것이다."라고 재치 있게 응수했으며, 이는 먼데일 자신으로부터도 박수와 웃음을 자아냈다.
여론조사는 1984년 선거 운동에서 레이건의 우위를 일관되게 보여주었고, 먼데일은 선거를 흔들 수 없었다. 결국 레이건은 재선에 성공하여 50개 주 중 49개 주에서 승리했다. 먼데일은 자신의 고향인 미네소타와 워싱턴 D.C.에서만 승리했다. 레이건은 기록적인 525명의 선거인단 표를 얻었으며, 득표율 59%를 얻었고 먼데일은 41%를 얻었다. 1980년과 비교할 때, 레이건의 가장 강력한 득표 증가는 백인 남부 유권자들 사이에서 나타났으며, 그는 또한 가톨릭 유권자, 18세에서 29세 사이의 유권자, 그리고 60세 이상의 유권자들 사이에서 특히 좋은 성과를 보였다. 같은 시기에 치러진 의회 선거에서는 공화당이 상원 통제권을 유지했고 민주당은 하원 통제권을 유지했다.

### 1986년 중간선거
1986년 중간선거에서 민주당은 하원의 다수당을 유지했고 1980년 선거 이후 처음으로 상원의 통제권을 얻었다. 레이건은 공화당 의원들을 위해 열심히 선거 운동을 벌였고, 1986년 10월 뉴욕 타임스/CBS 뉴스 여론조사에 따르면 레이건의 지지율은 67%에 달했다. 그러나 상원 공화당은 그해 34석 중 22석을 방어해야 하는 어려운 상황에 직면했다. 상원에서의 공화당 손실은 남부와 농업 주에 집중되었다. 공화당의 상원 패배는 레이건 행정부 기간 동안 추가적인 주요 보수 입법의 가능성을 배제했다.

### 1988년 선거 및 전환기

공화당의 조지 H. W. 부시는 1988년 대통령 선거에서 민주당의 마이클 두카키스를 물리쳤다.

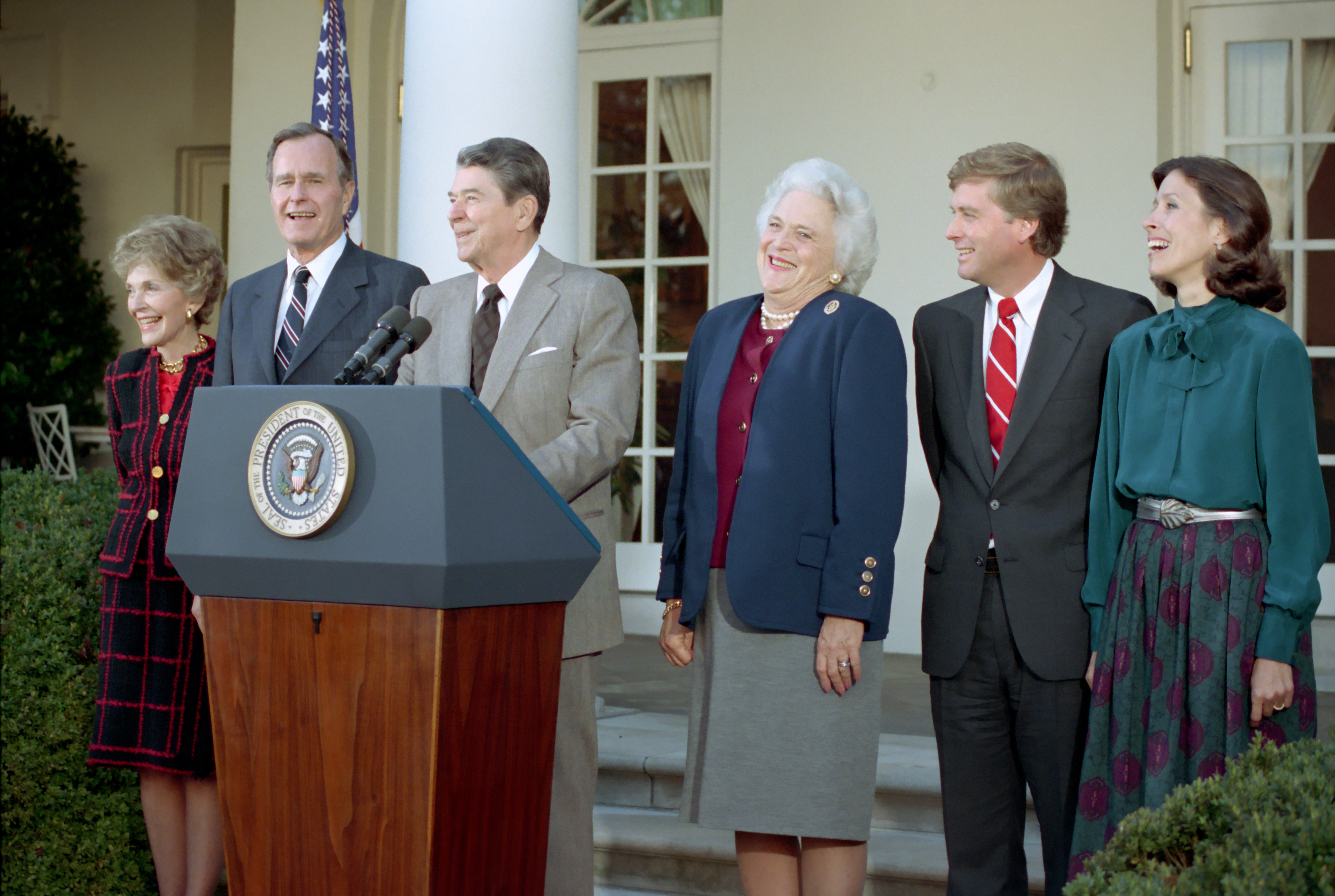
1988년 11월 9일 백악관 로즈 가든에서 영부인 낸시 레이건, 부통령 겸 대통령 당선인 조지 H. W. 부시와 그의 부인 바버라 부시, 부통령 당선인 댄 퀘일과 그의 부인 마릴린 퀘일과 함께 있는 퇴임하는 레이건 대통령.

레이건은 1988년 공화당 대통령 후보 경선에서 공개적으로는 중립을 유지했지만, 사적으로는 밥 돌 상원의원보다 조지 H. W. 부시 부통령을 지지했다. 부시를 대통령으로 지명한 1988년 공화당 전당대회는 레이건의 재임기를 축하하는 자리이기도 했다. 민주당은 매사추세츠주 주지사 출신인 진보 성향의 마이클 두카키스를 지명했다. 1988년 민주당 전당대회 이후 두카키스는 여론조사에서 17%포인트 앞섰지만, INF 조약과 강력한 경제의 도움을 받은 부시는 선거가 다가오면서 격차를 좁혔다. 민주당은 부시를 이란-콘트라 스캔들과 연관시키려 했지만, 부시는 자신은 관여하지 않았다고 주장했다. 공화당은 두카키스가 윌리 호턴의 사면과 사형 제도에 대한 질문에 대한 그의 무감각한 반응을 빌미로 그를 범죄 및 외교 정책 문제에 "약하다"고 효과적으로 묘사했다.
1988년 대통령 선거에서 부시는 두카키스를 완벽하게 물리치고 유효 득표율 53.4%와 426명의 선거인단 표를 얻었다. 이 선거는 1948년 이후 모든 대통령 선거에서 투표율이 가장 낮았다. 같은 시기에 치러진 의회 선거에서 민주당은 하원과 상원의 통제권을 유지했다. 소련과의 관계 처리 덕분에 레이건은 68%의 지지율로 퇴임했는데, 이는 프랭클린 D. 루스벨트와 나중에 빌 클린턴의 지지율과 일치하여 현대 시대에 퇴임하는 대통령 중 최고 기록이었다.

## 평가 및 유산

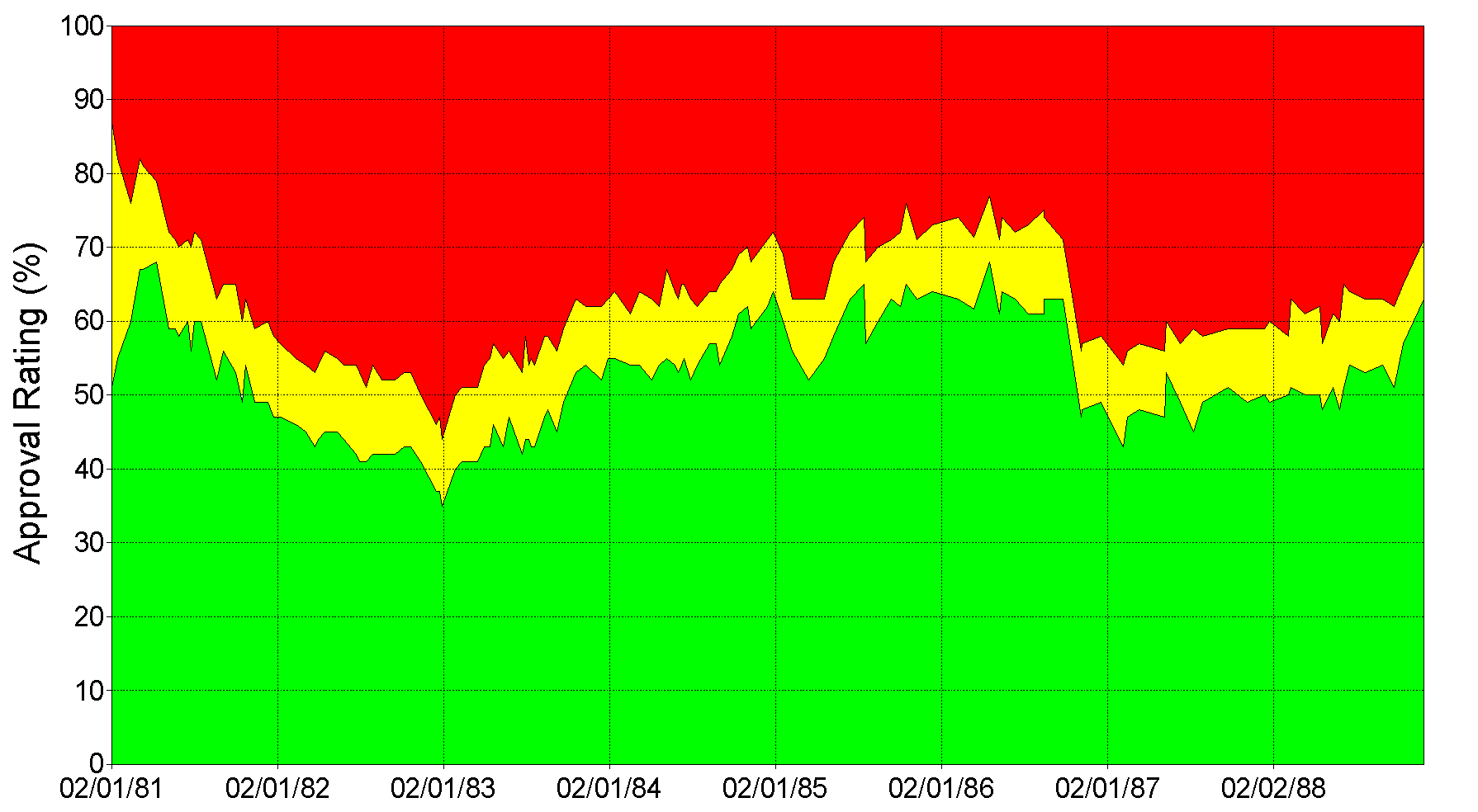
갤럽 여론조사에서 레이건의 지지율 그래프

1989년 레이건이 퇴임한 이후 그의 유산에 대해 학자, 역사학자, 일반 대중 사이에서 상당한 논쟁이 있었다. 지지자들은 레이건의 경제 정책으로 인한 더 효율적이고 번영하는 경제, 냉전의 평화로운 종식을 포함한 외교 정책의 승리, 그리고 미국인의 자부심과 사기 회복을 지적했다. 옹호자들은 또한 레이건이 이란 인질 사태와 같은 지미 카터의 약한 리더십으로 인식되는 시기에 미국의 자신감과 자존감이 하락한 후 아메리칸 드림에 대한 믿음을 회복시켰다고 주장한다. 레이건은 프랭클린 D. 루스벨트가 사망한 후에도 오랫동안 자유주의의 상징으로 남아있었듯이, 미국 보수주의의 중요한 상징으로 남아있다.
비평가들은 레이건의 경제 정책이 증가하는 재정 적자를 초래했고, 부의 격차를 확대했으며, 노숙자 증가로 이어졌다고 주장한다. 자유주의자들은 특히 부자에 대한 레이건의 동시적 감세와 빈곤층에 대한 혜택 삭감을 비난했다. 일부 비평가들은 이란-콘트라 사건이 미국의 신뢰도를 떨어뜨렸다고 주장한다. 역사가 폴 케네디는 그의 인기 있는 저서 《강대국의 흥망성쇠》에서 레이건의 높은 국방비 지출이 결국 미국의 강대국으로서의 쇠퇴로 이어질 것이라고 주장했다. 레이건의 리더십과 문제 이해도 또한 의문시되었으며, 심지어 일부 행정부 구성원들도 직원 및 내각 구성원들과의 회의에서 레이건의 수동적인 태도를 비판했다. 리처드 파이프스 국가안보회의 위원은 레이건이 국가안보회의 회의에서 "정말 길을 잃고, 능력이 부족하며, 불편해했다"고 비판했다. 또 다른 국가안보회의 위원인 콜린 파월은 레이건의 "수동적인 관리 방식이 우리에게 엄청난 부담을 지웠다"고 비판했다.
그의 유산을 둘러싼 계속되는 논쟁에도 불구하고, 많은 보수 및 자유주의 학자들은 레이건이 프랭클린 D. 루스벨트 이후 가장 영향력 있는 대통령 중 한 명이었으며, 그의 효과적인 소통, 헌신적인 애국심, 실용적인 타협을 통해 미국 정치, 외교, 문화 및 경제에 지울 수 없는 흔적을 남겼다는 데 동의한다. 그가 퇴임한 이후, 학자들은 M. J. 힐 영국 역사학자가 요약한 바와 같이 합의에 도달했는데, 레이건이 보수주의를 재활성화하고, 국가를 우경화시켰으며, 이념과 정치적 제약의 균형을 맞춘 상당히 실용적인 보수주의를 실천했고, 대통령직과 미국 예외주의에 대한 믿음을 되살렸으며, 냉전 승리에 기여했다는 데 동의한다. 휴 헬로는 레이건 자신이 복지국가를 되돌리는 데 실패했지만, 복지국가 확장을 더욱 추진하려는 노력의 실패로 이어진 태도 변화에 기여했다고 주장한다. 헬로는 또한 레이건의 재임기가 미국 유권자와 정치 지도자들을 적자에 더 관대하고 조세에 더 반대하게 만들었다고 주장한다.
2017년, C-SPAN의 학자 설문조사에서는 레이건을 역대 9번째로 위대한 대통령으로 선정했다. 2018년 미국정치학회 대통령 및 행정 정치 부문 설문조사에서도 레이건을 역대 9번째로 위대한 대통령으로 평가했다. 현직 대통령이 저지른 최악의 실수와 관련하여, 2006년 역사학자들의 여론조사에서는 이란-콘트라 사건을 9번째로 최악으로 평가했다.

## 같이 보기
- 미국의 역사 (1980년~1991년)
- 마거릿 대처의 총리 재임
- 로널드 레이건 대통령 기념 도서관, 캘리포니아 시미 밸리

## 내용주
1. 1 2 3  제97대 의회 (1981년 1월 3일~1981년 1월 19일)의 17일은 카터 대통령 재임 중이었고, 제101대 의회 (1989년 1월 3일~1989년 1월 19일)의 17일은 레이건의 두 번째 임기 중이었다.

### 인용
1. ↑  Bruce J. Schulman and Julian E. Zelizer, eds. Rightward Bound: Making America Conservative in the 1970s (Harvard UP, 2008) pp 1–10.
2. ↑  Andrew Busch, Reagan's victory: the presidential election of 1980 and the rise of the right (UP of Kansas, 2005).
3. ↑  J. Lull, and S. Hinerman, "The search for scandal' in J. Lull & S. Hinerman, eds. Media scandals: Morality and desire in the popular culture marketplace (1997) pp. 1–33.
4. ↑  Paul Boyer, "The Evangelical Resurgence in 1970s American Protestantism" in Schulman and Zelizer, eds. Rightward bound pp 29–51.:
5. ↑  Stephen D. Johnson and Joseph B. Tamney, "The Christian Right and the 1980 presidential election." Journal for the Scientific Study of Religion (1982) 21#2: 123–131. online
6. ↑  James Davison Hunter, Culture wars: The struggle to control the family, art, education, law, and politics in America (1992).
7. ↑  Wilentz 2008, 23–24쪽.
8. ↑  Earl Black and Merle Black, Politics and Society in the South (1989) p 249.
9. ↑  Wilentz 2008, 4–7쪽.
10. ↑  Wilentz 2008, 137–138쪽.
11. ↑  Weisberg 2016, 56–57쪽.
12. ↑  Weisberg 2016, 61–63쪽.
13. ↑  Rossinow 2015, 23–27쪽.
14. ↑  Schulte, Bret. “Ronald Reagan v. Jimmy Carter: "Are You Better Off Than You Were Four Years Ago?"”. 2022년 1월 28일에 확인함.
15. ↑  Rossinow 2015, 27–28쪽.
16. ↑  Patterson 2005, 149–151쪽.
17. ↑  Brands 2015, 241–246쪽.
18. ↑  Rossinow 2015, 51–52쪽.
19. ↑  Rossinow 2015, 52, 쪽.
20. ↑  John H. Kessel, "The structures of the Reagan White House." American Journal of Political Science (1984): 231–258 online.
21. ↑  David B. Cohen, "From the fabulous baker boys to the master of disaster: The White House chief of staff in the Reagan and GHW Bush administrations." Presidential Studies Quarterly 32.3 (2002): 463–482.
22. ↑  Brands 2015, 246–248쪽.
23. ↑  Herring 2008, 864–866쪽.
24. ↑  Brands 2015, 376–381쪽.
25. ↑  Rossinow 2015, 81–82쪽.
26. ↑  Rossinow 2015, 103–104쪽.
27. ↑  Brands 2015, 472–474쪽.
28. ↑  Wilentz 2008, 178–180쪽.
29. ↑  Brands 2015, 645–649쪽.
30. ↑  Prudence Flowers, "'A Prolife Disaster': The Reagan Administration and the Nomination of Sandra Day O'Connor". Journal of Contemporary History 53.2 (2018): 391–414
31. ↑  Wilentz 2008, 189–190쪽.
32. 1 2 3  Biskupic, Joan (2005년 9월 4일). “Rehnquist left Supreme Court with conservative legacy”. 《USA Today》. 2016년 2월 27일에 확인함.
33. 1 2 3 4  “U.S. Senate: Supreme Court Nominations: 1789–Present”. 《www.senate.gov》. 2017년 6월 15일에 확인함.
34. ↑  Parlapiano, Alicia; Patel, Jugal K. (2018년 6월 27일). “With Kennedy's Retirement, the Supreme Court Loses Its Center”. 《뉴욕 타임스》. 2018년 7월 20일에 확인함.
35. ↑  Weisberg 2016, 116–117쪽.
36. 1 2  Rossinow 2015, 178쪽.
37. ↑  “Remembering the Assassination Attempt on Ronald Reagan”. CNN. 2001년 3월 30일. 2019년 12월 19일에 원본 문서에서 보존된 문서. 2007년 12월 19일에 확인함.
38. ↑  D'Souza, Dinesh (2004년 6월 8일). “Purpose”. 《내셔널 리뷰》. 2009년 2월 16일에 확인함.
39. ↑  Langer, Gary (2004년 6월 7일). “Reagan's Ratings: 'Great Communicator's' Appeal Is Greater in Retrospect”. ABC. 2008년 5월 30일에 확인함.
40. ↑  Leuchtenburg 2015, 597–598쪽.
41. ↑  Leuchtenburg 2015, 598–599쪽.
42. ↑  Shirley Anne Warshaw, "White House Control of Domestic Policy Making: The Reagan Years." Public Administration Review 55#3 (1995), pp. 247–53. online
43. ↑  Gerstle, Gary (2022). 《The Rise and Fall of the Neoliberal Order: America and the World in the Free Market Era》. 옥스퍼드 대학교 출판부. 106–108, 121–128쪽. ISBN 978-0197519646.
44. ↑  Karaagac, John (2000). 《Ronald Reagan and Conservative Reformism》. Lexington Books. 113쪽. ISBN 0-7391-0296-6.
45. ↑  Leuchtenburg 2015, 595–596쪽.
46. ↑  Brands 2015, 271–272쪽.
47. ↑  Patterson 2005, 154–155쪽.
48. ↑  Rossinow 2015, 20쪽.
49. 1 2 3  Leuchtenburg, pp. 599–601
50. ↑  Rossinow 2015, 48–49쪽.
51. ↑  Movers & Shakers: Congressional Leaders in the 1980, John B. Shlaes, Eric M. Licht, 1985 P.17
52. 1 2  Rossinow 2015, 61–62쪽.
53. 1 2  Patterson 2005, 157쪽.
54. ↑  Brands 2015, 346–349쪽.
55. ↑  Wilentz 2008, 148–149쪽.
56. ↑  Rossinow 2015, 62–63쪽.
57. ↑  Rossinow 2015, 63쪽.
58. 1 2  Patterson 2005, 162–163쪽.
59. ↑  Rossinow 2015, 97–98, 164쪽.
60. ↑  Shapiro, Bernard M. (1993년 3월 1일). 《Presidential Politics And Deficit Reduction: The Landscape Of Tax Policy In The 1980S And 1990S》. 《Washington and Lee Law Review》 50.
61. ↑  Brands 2015, 540–541쪽.
62. ↑  Brands 2015, 542–544쪽.
63. ↑  Brownlee, Elliot; Graham, Hugh Davis (2003). 《The Reagan Presidency: Pragmatic Conservatism & Its Legacies》. Lawrence, Kansas: University of Kansas Press. 172–173쪽.
64. ↑  Steuerle, C. Eugene (1992). 《The Tax Decade: How Taxes Came to Dominate the Public Agenda》. Washington D.C.: The Urban Institute Press. 122쪽. ISBN 0-87766-523-0.
65. ↑  Patterson 2005, 166쪽.
66. ↑  부채 비율을 제외한 모든 수치는 억 달러 단위로 표시됩니다. 수입, 지출, 적자, GDP 및 부채 수치는 9월 30일에 종료되는 회계연도를 기준으로 계산됩니다. 예를 들어, 2020 회계연도는 2020년 9월 30일에 종료되었습니다.
67. ↑  국가 부채가 GDP 대비 차지하는 비율
68. ↑  “Historical Tables”. 《whitehouse.gov》. Office of Management and Budget. Table 1.1. 2021년 3월 4일에 확인함.
69. ↑  “Historical Tables”. 《whitehouse.gov》. Office of Management and Budget. Table 1.2. 2021년 3월 4일에 확인함.
70. ↑  “Historical Tables”. 《whitehouse.gov》. Office of Management and Budget. Table 7.1. 2021년 3월 4일에 확인함.
71. ↑  Brands 2015, 263–264쪽.
72. ↑  Leuchtenburg 2015, 594–595쪽.
73. ↑  Rossinow 2015, 58–60쪽.
74. 1 2  Rossinow 2015, 85쪽.
75. ↑  Brands 2015, 266–267쪽.
76. ↑  Leuchtenburg 2015, 615–616쪽.
77. ↑  Patterson 2005, 165쪽.
78. ↑  Leuchtenburg 2015, 618–619쪽.
79. ↑  Brands 2015, 300–303쪽.
80. ↑  Brands 2015, 425–427쪽.
81. ↑  “The Reagan Presidency”. Reagan Presidential Foundation. 2008년 5월 17일에 원본 문서에서 보존된 문서. 2008년 8월 4일에 확인함.
82. ↑  Pear, Robert (1992년 4월 19일). “U.S. to Reconsider Denial of Benefits to Many Disabled”. 《뉴욕 타임스》. 2008년 5월 23일에 확인함.
83. ↑  Wilentz 2008, 149–150쪽.
84. ↑  Weisberg 2016, 75–76쪽.
85. ↑  Leuchtenburg 2015, 605–606쪽.
86. ↑  Brands 2015, 346–347쪽.
87. ↑  Patterson 2005, 158–159쪽.
88. ↑  Cline, Seth (2013년 3월 1일). “What Happened Last Time We Had a Budget Sequester?”. U.S. News & World Report. 2017년 5월 18일에 확인함.
89. ↑  Brands 2015, 221–222쪽.
90. ↑  Rossinow 2015, 90–91쪽.
91. ↑  “Commanding Heights, Paul Volcker Interview”. 《PBS》. 2000년 9월 26일. 2020년 3월 20일에 확인함.
92. 1 2  Brands, pp. 317–319
93. ↑  Rossinow 2015, 88–90쪽.
94. 1 2  Brands 2015, 452–453쪽.
95. ↑  Patterson 2005, 166–167쪽.
96. ↑  Rossinow 2015, 145쪽.
97. 1 2  Brands 2015, 668–671쪽.
98. ↑  Leonhardt, David (2023년 7월 7일). “How Elba Makes a Living Wage”. 《뉴욕 타임스》. 2023년 7월 8일에 원본 문서에서 보존된 문서.
99. 1 2  Patterson, pp. 157–158
100. ↑  Rossinow 2015, 86–87쪽.
101. ↑  Rossinow 2015, 87–88쪽.
102. ↑  Patterson 2005, 170쪽.
103. 1 2  Leuchtenburg 2015, 601–604쪽.
104. ↑  Donnelly, H. (1987). “Broadcasting Deregulation”. CQ Press. 2017년 11월 29일에 확인함.
105. ↑  Patterson 2005, 175쪽.
106. ↑  Timothy Curry and Lynn Shibut, The Cost of the Savings and Loan Crisis: Truth and Consequences FDIC, December 2000.
107. ↑  The Greatest-Ever Bank Robbery: The Collapse of the Savings and Loan Industry by Martin Mayer (Scribner's)
108. ↑  Rossinow 2015, 158–159쪽.
109. ↑  Brands 2015, 544–545쪽.
110. 1 2  Plumer, Brad (2013년 1월 30일). “Congress tried to fix immigration back in 1986. Why did it fail?”. 《워싱턴 포스트》. 2017년 11월 27일에 확인함.
111. ↑  Reagan, Ronald. (November 6, 1986) Statement on Signing the Immigration Reform and Control Act of 1986. 보관됨 12월 31, 2006 - 웨이백 머신 Collected Speeches, Ronald Reagan Presidential Library. Retrieved August 15, 2007.
112. ↑  “The War on Drugs”. pbs. org. 2001년 5월 10일. 2001년 4월 17일에 원본 문서에서 보존된 문서. 2007년 4월 4일에 확인함.
113. ↑  “NIDA InfoFacts: High School and Youth Trends”. National Institute on Drug Abuse, NIH. 2005년 4월 17일에 원본 문서에서 보존된 문서. 2007년 4월 4일에 확인함.
114. ↑  Randall, Vernellia R (2006년 4월 18일). “The Drug War as Race War”. The University of Dayton School of Law. 2007년 4월 11일에 확인함.
115. ↑  “Interview: Dr. Herbert Kleber”. PBS. 2007년 6월 12일에 확인함. The politics of the Reagan years and the Bush years probably made it somewhat harder to get treatment expanded, but at the same time, it probably had a good effect in terms of decreasing initiation and use. For example, marijuana went from thirty-three percent of high-school seniors in 1980 to twelve percent in 1991.
116. 1 2  Bachman, Gerald G.;  외. “The Decline of Substance Use in Young Adulthood”. The Regents of the University of Michigan. 2007년 4월 4일에 확인함.
117. ↑  Rossinow 2015, 122–124쪽.
118. 1 2 3  “Thirty Years of America's Drug War”. PBS. 2007년 4월 4일에 확인함.
119. ↑  Rossinow 2015, 124쪽.
120. ↑  Johnson, Julie (1988년 11월 19일). “REAGAN SIGNS BILL TO CURB DRUG USE”. 《뉴욕 타임스》. 2017년 12월 7일에 확인함.
121. ↑  “The Reagan-Era Drug War Legacy”. stopthedrugwar.org. 2004년 6월 11일. 2007년 4월 4일에 확인함.
122. ↑  “National Firearms Act”. 《Bureau of Alcohol, Tobacco, Firearms and Explosives》. 2024년 7월 29일에 확인함.
123. ↑  DeConde, Alexander (2003). 《Gun Violence in America: The Struggle for Control》. Northeastern University Press. 238쪽.
124. ↑  Maxwell, Mark (2023년 12월 11일). “The Record: President Reagan on Gun Bans”. 《KSDK》. 2024년 7월 29일에 확인함.
125. 1 2  Roberts, Steven V. (1988년 9월 11일). “THE NATION; Reagan's Social Issues: Gone but Not Forgotten”. 《뉴욕 타임스》. 2017년 12월 7일에 확인함.
126. ↑  Rossinow 2015, 95–96쪽.
127. ↑  “Reagan Urges School 'Moment of Silence'”. 《Lodi News-Sentinel》. 1984년 7월 12일.
128. 1 2  Ackerman, David M. (2001). 《The Law of Church and State: Developments in the Supreme Court Since 1980》 (영어). Nova Publishers. ISBN 978-1-59033-122-4.
129. ↑  “Address Before a Joint Session of the Congress on the State of the Union | The American Presidency Project”. 《presidency.ucsb.edu》. 2022년 1월 5일에 확인함.
130. ↑  George de Lama, Reagan Sees An "Uphill Battle" For Prayer In Public Schools. June 7, 1985, Chicago Tribune.
131. ↑  Taylor, Stuart Jr. (1987년 1월 28일). “High Court Accepts Appeal of 'Moment of Silence' Law”. 《뉴욕 타임스》 (미국 영어). ISSN 0362-4331. 2022년 1월 5일에 확인함.
132. ↑  Raines, Howell (1982년 6월 30일). “Voting Rights Act Signed by Reagan”. 《뉴욕 타임스》. 2015년 5월 10일에 확인함.
133. ↑  Patterson 2005, 171쪽.
134. ↑  Rossinow 2015, 163–164쪽.
135. ↑  Rossinow 2015, 42–43쪽.
136. ↑  Shull, Steven A. (1999). 《American Civil Rights Policy from Truman to Clinton: The Role of Presidential Leadership》. M.E. Sharpe. 94쪽. ISBN 9780765603944.
137. ↑  Daynes, B. W., & Sussman, G. (2010). White House Politics and the Environment: Franklin D. Roosevelt to George W. Bush. College Station: Texas A & M Univ. Press.
138. ↑  Kline, Benjamin. (2011). First Along the River : a Brief History of the U.S. Environmental Movement. 4th ed. Lanham, MD: Rowman & Littlefield Publishers.
139. ↑  Daynes, B. W. White House Politics and the Environment, p.176.
140. ↑  Miller, Norman. (2009). Environmental Politics : Stakeholders, Interests, and Policymaking. 2nd ed. New York: Routledge.
141. ↑  Daynes, B. W. White House Politics and the Environment, p.185.
142. ↑  Farivar, Cyrus (2014년 8월 27일). “The executive order that led to mass spying, as told by NSA alumni: Feds call it "twelve triple three"; whistleblower says it's the heart of the problem”. Ars Technica. 2017년 12월 23일에 확인함.
143. ↑  Jaycox, Mark (2014년 6월 2일). “A Primer on Executive Order 12333: The Mass Surveillance Starlet”. San Francisco, California: Electronic Frontier Foundation. 2017년 12월 23일에 확인함.
144. ↑  “Travels of President Ronald Reagan”. U.S. Department of State Office of the Historian. 2023년 8월 15일에 원본 문서에서 보존된 문서. 2023년 12월 15일에 확인함.
145. ↑  Reagan, Ronald. (1982년 6월 8일). “Ronald Reagan Address to British Parliament”. The History Place. 2006년 4월 19일에 확인함.
146. ↑  “Towards an International History of the War in Afghanistan, 1979–89”. The Woodrow Wilson International Center for Scholars. 2002. 2007년 10월 11일에 원본 문서에서 보존된 문서. 2007년 5월 16일에 확인함.
147. ↑  Rossinow 2015, 66–67쪽.
148. ↑  Patterson 2005, 200쪽.
149. ↑  Patterson 2005, 205쪽.
150. ↑  Rossinow 2015, 67쪽.
151. ↑  Cannon 2000, 314–317쪽.
152. ↑  G. Thomas Goodnight, "Ronald Reagan's re‐formulation of the rhetoric of war: Analysis of the 'zero option,' 'evil empire,' and 'star wars' addresses." Quarterly Journal of Speech 72.4 (1986): 390–414.
153. ↑  Herring 2008, 868–869쪽.
154. ↑  Beschloss 2007, 293쪽.
155. ↑  Herring 2008, 870–871쪽.
156. ↑  Brands 2015, 725–726쪽.
157. ↑  Brands 2015, 581–585쪽.
158. ↑  Herring 2008, 869–870쪽.
159. ↑  Rossinow 2015, 116–117쪽.
160. ↑  스티븐 S. 로젠펠드 (Spring 1986). 《The Reagan Doctrine: The Guns of July》. 《포린 어페어스》 64. 2007년 9월 30일에 원본 문서에서 보존된 문서.
161. 1 2  Herring 2008, 883–884쪽.
162. ↑  Crile, George (2003). 《Charlie Wilson's War: The Extraordinary Story of the Largest Covert Operation in History》. Atlantic Monthly Press. ISBN 0-87113-854-9.
163. ↑  Pach, Chester (2006). 《The Reagan Doctrine: Principle, Pragmatism, and Policy》. 《Presidential Studies Quarterly》 36. 75–88쪽. doi:10.1111/j.1741-5705.2006.00288.x. JSTOR 27552748.
164. ↑  “Foreign Affairs: Ronald Reagan”. PBS. 2007년 6월 16일에 원본 문서에서 보존된 문서. 2007년 6월 6일에 확인함.
165. ↑  “From U.S. Ally to Convicted War Criminal: Inside Chad's Hissène Habré's Close Ties to Reagan Admin”. 《Democracy Now!》 (영어). 2022년 1월 5일에 확인함.
166. ↑  “Critics question Reagan legacy” (영국 영어). 2004년 6월 9일. 2022년 1월 5일에 확인함.
167. ↑  “What Guilt Does the U.S. Bear in Guatemala?”. 《뉴욕 타임스》 (영어). 2022년 1월 5일에 확인함.
168. ↑  “Gen Efraín Ríos Montt obituary”. 《더 가디언》. 2018년 4월 2일. 2023년 1월 3일에 확인함.
169. 1 2  “Did Reagan Finance Genocide in Guatemala?”. 《ABC 뉴스》 (영어). 2022년 1월 5일에 확인함.
170. ↑  “Allan Nairn: After Ríos Montt Verdict, Time for U.S. to Account for Its Role in Guatemalan Genocide”. 《Democracy Now!》 (영어). 2022년 1월 5일에 확인함.
171. ↑  Culpepper, Miles (2015년 3월 24일). “Ronald Reagan's genocidal secret: A true story of right-wing impunity in Guatemala”. 《살롱》.
172. ↑  Brands 2015, 350–357쪽.
173. ↑  Rossinow 2015, 73, 77–79쪽.
174. ↑  Patterson 2005, 205–206쪽.
175. ↑  Clines, Francis X. (1983년 12월 13일). “Military of U.S. 'Standing Tall,' Reagan Asserts”. 《뉴욕 타임스》. 2023년 3월 31일에 확인함.
176. ↑  Magnuson, Ed (1983년 11월 21일). “Getting Back to Normal”. 《타임 (잡지)》. 2008년 2월 14일에 원본 문서에서 보존된 문서.
177. ↑  Hayward, Steven F. (2009). 《The Age of Reagan: The Conservative Counterrevolution: 1980–1989》. Crown Forum. ISBN 978-1-4000-5357-5.
178. ↑  “United Nations General Assembly resolution 38/7, page 19”. United Nations. 1983년 11월 2일.
179. ↑  Patterson 2005, 207–208쪽.
180. ↑  Weisberg 2016, 128–129쪽.
181. ↑  Patterson 2005, 208–209쪽.
182. 1 2  Weisberg 2016, 129–134쪽.
183. ↑  Patterson 2005, 209–210쪽.
184. ↑  Patterson 2005, 210–211쪽.
185. ↑  Brands 2015, 646–649쪽.
186. ↑  Brands 2015, 650–653쪽.
187. ↑  Rossinow 2015, 202–204쪽.
188. ↑  Brands 2015, 653, 674쪽.
189. ↑  Rossinow 2015, 216–217쪽.
190. ↑  Brinkley, A. (2009). American History: A Survey Vol. II, p. 887, New York: McGraw-Hill
191. ↑  Patterson 2005, 211–212쪽.
192. 1 2 3  Herring 2008, 894쪽.
193. ↑  Lebow, Richard Ned; Stein, Janice Gross (February 1994). “Reagan and the Russians”. 《디 애틀랜틱》. 2010년 5월 28일에 확인함.
194. ↑  Gaidar, Yegor (2007). 《Collapse of an Empire: Lessons for Modern Russia》 (러시아어). Brookings Institution Press. 190–205쪽. ISBN 978-5-8243-0759-7.
195. ↑  Brands 2015, 675–676쪽.
196. ↑  Rossinow 2015, 225–226쪽.
197. ↑  Paul Vorbeck Lettow (2006). 《Ronald Reagan And His Quest to Abolish Nuclear Weapons》. Random House Publishing. 133쪽. ISBN 9780812973266.
198. ↑  Rossinow 2015, 225–227쪽.
199. ↑  Herring 2008, 895–896쪽.
200. ↑  Patterson 2005, 214–215쪽.
201. ↑  Rossinow 2015, 228–230쪽.
202. ↑  Brands 2015, 596–604쪽.
203. 1 2  Patterson 2005, 215쪽.
204. ↑  Brands 2015, 676–677쪽.
205. ↑  Rossinow 2015, 234–235쪽.
206. ↑  Rossinow 2015, 236쪽.
207. ↑  Brands 2015, 682–685쪽.
208. ↑  Patterson 2005, 216쪽.
209. ↑  Herring 2008, 897–898쪽.
210. ↑  Talbott, Strobe (1991년 8월 5일). “The Summit Goodfellas”. 《타임》. 2010년 2월 17일에 원본 문서에서 보존된 문서. 2008년 1월 26일에 확인함.
211. ↑  Reagan 1990, 713쪽.
212. ↑  Herring 2008, 898–899쪽.
213. ↑  “1989: Malta summit ends Cold War”. 《BBC 뉴스》. 1984년 12월 3일. 2011년 8월 12일에 확인함.
214. ↑  Richard J. Jensen, Reagan at Bergen-Belsen and Bitburg (Texas A&M University Press, 2007).
215. ↑  Cannon 2000, 507–08쪽
216. ↑  "Reagan Defends Cemetery Visit : Says German Dead Are Also Victims of Nazis", Los Angeles Times, Don Shannon, April 19, 1985.
217. ↑  Buchanan, Pat (1999년 11월 5일). “Pat Buchanan's Response to Norman Podhoretz's OP-ED”. The Internet Brigade. 2007년 9월 27일에 원본 문서에서 보존된 문서. 2007년 9월 3일에 확인함.
218. ↑  Reeves 2005, 249쪽.
219. ↑  "Reagan Joins Kohl in Brief Memorial at Bitburg Graves", New York Times, Bernard Weinraub, May 6, 1985.
220. ↑  Reeves 2005, 255쪽.
221. ↑  Brands 2015, 366–367쪽.
222. ↑  Brands 2015, 382–385쪽.
223. ↑  Brands 2015, 386–389쪽.
224. ↑  Brands 2015, 394–395쪽.
225. ↑  Brands 2015, 488–491쪽.
226. ↑  Herring 2008, 875쪽.
227. ↑  Patterson 2005, 200–201쪽.
228. ↑  Talbott, Strobe (1982년 8월 23일). “Libya: Fury in the Isolation Ward”. 《타임》. 2012년 11월 7일에 원본 문서에서 보존된 문서. 2011년 8월 12일에 확인함.
229. ↑  Tucker 2012, 2102쪽.
230. 1 2 3  “1986:US Launches air-strike on Libya”. 《BBC 뉴스》. 2008년 4월 15일. 2008년 4월 19일에 확인함.
231. ↑  “Enabling a Dictator: The United States and Chad's Hissène Habré 1982–1990”. 휴먼 라이츠 워치. 2016년 6월 28일. 2022년 12월 24일에 확인함.
232. ↑  Joint Chiefs of Staff 2017, VII-5쪽.
233. ↑  “A/RES/41/38 November 20, 1986”. United Nations. 2014년 4월 14일에 확인함.
234. ↑   보관됨 7월 1, 2009 - 웨이백 머신
235. ↑  Smith, William E. (1985년 9월 16일). “South Africa Reagan's Abrupt Reversal”. TIME. 2010년 4월 28일에 원본 문서에서 보존된 문서. 2014년 4월 14일에 확인함.
236. ↑  “The Deseret News – Google News Archive Search”. 《news.google.com》.
237. ↑  Glass, Andrew (2017년 9월 27일). “House overrides Reagan apartheid veto, Sept. 29, 1986”. Politico. 2019년 8월 3일에 확인함.
238. ↑  George Gedda, “Analysts differ on sanctions tie to apartheid”. 《news.google.com》., The Free Lance-Star (July 11, 1991)
239. 1 2  Amadeo, Kimberly. “History of NAFTA and Its Purpose”. 《The Balance》. 2017년 11월 28일에 확인함.
240. ↑  Tolchin, Martin (1985년 4월 23일). “U.S. Signs Trade Pact With Israel”. 《뉴욕 타임스》. 2017년 11월 28일에 확인함.
241. ↑  “The Reagan Presidency | Ronald Reagan Presidential Library – National Archives and Records Administration”. 《www.reaganlibrary.gov》. 2019년 11월 27일에 확인함.
242. ↑  Weisman, Steven R. (1983년 9월 8일). “Reagan Begins to Wear a Hearing Aid in Public”. 《뉴욕 타임스》. 2008년 6월 13일에 확인함.
243. ↑  “Reagan Begins Using A Second Hearing Aid”. 《뉴욕 타임스》. 유나이티드 프레스 인터내셔널. 1985년 3월 21일. 2008년 6월 13일에 확인함.
244. ↑  Friess, Steve (2006년 8월 9일). “He amplifies hearing aids”. 《USA 투데이》. 2008년 6월 13일에 확인함.
245. ↑  Sorensen, Robert H.; Farnsworth, G. Strider; Roberts, Jared E.; Welling, David R.; Rich, Norman M. (2014). 《President Reagan's Life Saving Colectomy and Subsequent Historical Implications》. 《Military Medicine》 179. 704–707쪽. doi:10.7205/milmed-d-14-00034. PMID 25003852.
246. ↑  “What is the 25th Amendment and When Has It Been Invoked?”. History News Network. 2005년 8월 8일. 2007년 6월 6일에 확인함.
247. ↑  Bumgarner, p. 285틀:Full citation needed
248. ↑  Bumgarner, p. 204
249. ↑  Boyd, Gerald M. (1985년 8월 2일). “'Irritated Skin' is Removed from Side of Reagan's Nose”. 《뉴욕 타임스》. 2008년 6월 13일에 확인함.
250. ↑  Herron, Caroline Rand; Michael Wright (1987년 10월 13일). “Balancing the Budget and Politics; More Cancer on Reagan's Nose”. 《뉴욕 타임스》. 2008년 6월 13일에 확인함.
251. ↑  Rouse, Robert (2006년 3월 15일). “Happy Anniversary to the first scheduled presidential press conference – 93 years young!”. 《아메리칸 크로니클》. 2012년 11월 23일에 원본 문서에서 보존된 문서. 2008년 11월 12일에 확인함.
252. ↑  Altman, Lawrence K., M.D. (1997년 10월 5일). “Reagan's Twilight – A special report; A President Fades into a World Apart”. 《뉴욕 타임스》. 2008년 6월 18일에 확인함.
253. ↑  Altman, Lawrence K., M.D. (2004년 6월 15일). “The Doctors World; A Recollection of Early Questions About Reagan's Health”. 《뉴욕 타임스》. 2008년 11월 11일에 확인함.
254. ↑  Altman, Lawrence K. (1987년 1월 6일). “President is Well after Operation to Ease Prostate”. 《뉴욕 타임스》. 2008년 6월 13일에 확인함.
255. ↑  Herron, Caroline Rand; Martha A. Miles (1987년 8월 2일). “The Nation; Cancer Found on Reagan's Nose”. 《뉴욕 타임스》. 2008년 6월 13일에 확인함.
256. ↑  “Statement by Assistant to the President for Press Relations Fitzwater on the President's Hand Surgery”. Ronald Reagan Presidential Library. 1989년 1월 7일. 2016년 8월 18일에 원본 문서에서 보존된 문서. 2016년 6월 14일에 확인함.
257. ↑  Busch, Andrew (1999). 《Horses in Midstream》. University of Pittsburgh Press. 126–135쪽.
258. ↑  Leuchtenburg 2015, 620–621쪽.
259. ↑  Rossinow 2015, 166–169, 173쪽.
260. ↑  Rossinow 2015, 171–172쪽.
261. ↑  Rossinow 2015, 169–170, 176쪽.
262. ↑  “The Debate: Mondale vs. Reagan”. 《내셔널 리뷰》. 2004년 10월 4일. 2007년 4월 16일에 원본 문서에서 보존된 문서. 2007년 5월 25일에 확인함.
263. ↑  “Reaction to first Mondale/Reagan debate”. PBS. 1984년 10월 8일. 2001년 2월 18일에 원본 문서에서 보존된 문서. 2007년 12월 31일에 확인함.
264. ↑  “1984 Presidential Debates”. CNN. 2007년 3월 8일에 원본 문서에서 보존된 문서. 2007년 5월 25일에 확인함.
265. ↑  Rossinow 2015, 173쪽.
266. 1 2  “1984 Presidential Election Results”. David Leip. 2007년 5월 25일에 확인함.
267. ↑  “The Reagan Presidency”. Ronald Reagan Presidential Foundation. 2008년 5월 17일에 원본 문서에서 보존된 문서. 2008년 4월 19일에 확인함.
268. ↑  Rossinow 2015, 173–174쪽.
269. ↑  Dionne, E.J. Jr. (1986). “ELECTIONS; DEMOCRATS GAIN CONTROL OF SENATE, DRAWING VOTES OF REAGAN'S BACKERS; CUOMO AND D'AMATO ARE EASY VICTORS; WHAT AWAITS CONGRESS; BROAD G.O.P. LOSSES”. 《뉴욕 타임스》. 2018년 5월 13일에 확인함.
270. ↑  Busch, Andrew (1999). 《Horses in Midstream》. University of Pittsburgh Press. 126–135쪽.
271. ↑  Brands 2015, 697–698쪽.
272. 1 2  Patterson 2005, 220–225쪽.
273. ↑  “National General Election VEP Turnout Rates, 1789–Present”. United States Elections Project. 2020년 11월 8일에 확인함.
274. ↑  Patterson 2005, 217쪽.
275. ↑  “A Look Back At The Polls”. CBS 뉴스. 2004년 6월 7일. 2015년 5월 15일에 확인함.
276. ↑  Andrew L. Johns, ed., A Companion to Ronald Reagan (Wiley-Blackwell, 2015).
277. ↑  Hayward 2009, 635–638쪽.
278. ↑  Beschloss 2007, 324쪽.
279. ↑  Cannon 2000, 746쪽.
280. ↑  Lipset, Seymour Martin; Schneider, William. “The Decline of Confidence in American Institutions” (PDF). 《Political Science Quarterly》. 2016년 8월 22일에 원본 문서 (PDF)에서 보존된 문서. 2016년 7월 18일에 확인함.
281. ↑  Rossinow 2015, 293쪽.
282. ↑  Cannon & Beschloss 2001, 128쪽.
283. ↑  Dreier, Peter (2011년 2월 4일). “Reagan's Real Legacy”. 《더 네이션》 (미국 영어). 2019년 10월 29일에 원본 문서에서 보존된 문서. 2018년 4월 7일에 확인함.
284. ↑  Patterson 2005, 158쪽.
285. ↑  Gilman, Larry. “Iran-Contra Affair”. Advameg. 2007년 8월 23일에 확인함.
286. ↑  Patterson 2005, 202쪽.
287. ↑  Patterson 2005, 160–161쪽.
288. ↑  Leffler 2007, 349쪽.
289. ↑  Pemberton 1997, 151쪽.
290. ↑  “American President”. 2014년 10월 11일에 원본 문서에서 보존된 문서. 2014년 10월 7일에 확인함.
291. ↑  Henry, David (December 2009). 《Ronald Reagan and the 1980s: Perceptions, Policies, Legacies. Ed. by Cheryl Hudson and Gareth Davies. (New York: Palgrave Macmillan, 2008. xiv, 268 pp. $84.95, ISBN 978-0-230-60302-8.)》. 《미국사 저널》 96. 933–934쪽. doi:10.1093/jahist/96.3.933. JSTOR 25622627.
292. ↑  Heale, M.J. in Cheryl Hudson and Gareth Davies, eds. Ronald Reagan and the 1980s: Perceptions, Policies, Legacies (2008) Palgrave Macmillan ISBN 0-230-60302-5 p. 250
293. ↑  Heclo 2008, 558–560쪽.
294. ↑  Heclo 2008, 562–563쪽.
295. ↑  See "S-SPAN 2017 Survey of Presidential Leadership"  C-SPAN
296. ↑  Andrew L. Johns, 편집. (2015). 《A Companion to Ronald Reagan》. Wiley. 1–2쪽. ISBN 9781118607824.
297. ↑  Rottinghaus, Brandon; Vaughn, Justin S. (2018년 2월 19일). “How Does Trump Stack Up Against the Best — and Worst — Presidents?”. 《뉴욕 타임스》. 2018년 5월 14일에 확인함.
298. ↑  “Scholars rate worst presidential errors”. USA 투데이. AP. 2006년 2월 18일. 2018년 8월 31일에 확인함.

### 인용된 작품
- Brands, H.W. (2015). 《Reagan: The Life》. New York: Doubleday.
- Beschloss, Michael (2007). 《Presidential Courage: Brave Leaders and How They Changed America 1789–1989》. Simon & Schuster. ISBN 9780684857053.
- Cannon, Lou (2000) [1991]. 《President Reagan: The Role of a Lifetime》. New York: Public Affairs. ISBN 1-891620-91-6.
- Cannon, Lou; 마이클 베슐로스, Michael (2001). 《Ronald Reagan: The Presidential Portfolio: A History Illustrated from the Collection of the Ronald Reagan Library and Museum》. PublicAffairs. ISBN 1-891620-84-3.
- Heclo, Hugh (2008). 《The Mixed Legacies of Ronald Reagan》. 《Presidential Studies Quarterly》 38. 555–574쪽. doi:10.1111/j.1741-5705.2008.02664.x. JSTOR 41219701.
- Herring, George C. (2008). 《From Colony to Superpower; U.S. Foreign Relations Since 1776》. Oxford University Press. ISBN 978-0-19-507822-0.
- Leffler, Melvyn P. (2007). 《For the Soul of Mankind: the United States, the Soviet Union, and the Cold War》. Hill and Wang. ISBN 9780809097173.
- Leuchtenburg, William E. (2015). 《The American President: From Teddy Roosevelt to Bill Clinton》. Oxford University Press. ISBN 9780195176162.
- Patterson, James (2005). 《Restless Giant: The United States from Watergate to Bush v. Gore》. Oxford University Press. ISBN 978-0195122169.
- Pemberton, William E. (1997). 《Exit with Honor: The Life and Presidency of Ronald Reagan》. Routledge.
- Reagan, Ronald (1990). 《An American Life》. New York: Simon and Schuster. ISBN 0-7434-0025-9.
- Rossinow, Douglas C. (2015). 《The Reagan Era: A History of the 1980s》. Columbia University Press. ISBN 9780231538657.
- Weisberg, Jacob (2016). 《Ronald Reagan》. Times Books. ISBN 978-0-8050-9728-3.
- Wilentz, Sean (2008). 《The Age of Reagan: A History, 1974-2008》. HarperCollins. ISBN 978-0-06-074480-9.
- Joint Chiefs of Staff (2017년 1월 17일). "JP 3-0, Joint Operations" (보고서). Homeland Security Digital Library. 2022년 3월 8일에 원본 문서에서 보존된 문서. 2023년 9월 27일에 확인함.
- Tucker, Spencer C. (2012년 11월 21일). 《Almanac of American Military History [4 volumes]: [4 volumes]》 (영어). Bloomsbury Publishing USA. ISBN 978-1-59884-531-0.

## 더 읽어보기
- Brandt, Karl Gerard. Ronald Reagan and the House Democrats: Gridlock, Partisanship, and the Fiscal Crisis (University of Missouri Press, 2009).
- Brownlee, W. Elliot and Hugh Davis Graham, eds. The Reagan Presidency: Pragmatic Conservatism and Its Legacies (2003)
- Coleman, Bradley Lynn and Kyle Longley, eds. Reagan and the World: Leadership and National Security, 1981–1989 (University Press of Kentucky, 2017), 319 pp. essays by scholars
- Diggins, John Patrick (2007). 《Ronald Reagan: Fate, Freedom, and the Making of History》. New York: W. W. Norton. ISBN 9780393060225.
- Ehrman, John. The Eighties: America in the Age of Reagan. (2005)
- Graff, Henry F., ed. The presidents: A Reference History (3rd ed. 2002)
- Hertsgaard, Mark. (1988) On Bended Knee: The Press and the Reagan Presidency. New York, New York: Farrar Straus and Giroux.
- Hill, Dilys M. and Raymond A. Moore, eds. The Reagan Presidency (Palgrave Macmillan, 1990) essays by scholars; 252pp.
- Holzer, Harold. The Presidents Vs. the Press: The Endless Battle Between the White House and the Media—from the Founding Fathers to Fake News (Dutton, 2020) pp. 304–325. online
- Inboden, William. The Peacemaker: Ronald Reagan, the Cold War, and the World on the Brink (Penguin Random House, 2022) two scholarly book reviews online

- La Barca, Giuseppe. International Trade under President Reagan: US Trade Policy in the 1980s (Bloomsbury, 2023). ISBN 978-1-350-27141-8
- Levy, Peter, ed. Encyclopedia of the Reagan-Bush years (1996) online
- Matlock, Jack (2004). 《Reagan and Gorbachev: How the Cold War Ended》. New York: Random House. ISBN 0-679-46323-2.
- Reagan, Nancy. My Turn: The Memoirs of Nancy Reagan (1989), with 윌리엄 노박. H. W. Brands in Reagan: The Life (2015) on p. 743 says "she wrote one of the most candid and at times self-critical memoirs in recent American political history."
- Reeves, Richard (2005). 《President Reagan: The Triumph of Imagination》. New York: Simon & Schuster. ISBN 0-7432-3022-1.
- Shultz, George P. Turmoil and Triumph: My Years as Secretary of State (1993), covers 1982–1989.
- Service, Robert. The End of the Cold War: 1985–1991 (2015)
- Spitz, Bob. Reagan: An American Journey (2018), 880pp; detailed biography.
- Thompson, Kenneth W., ed. Foreign policy in the Reagan presidency: nine intimate perspectives (1993)
- Walsh, Kenneth (1997). 《Ronald Reagan》. New York: Random House Value Publishing. ISBN 0-517-20078-3.

### 사료학
- Johns, Andrew L., ed. A Companion to Ronald Reagan (Wiley-Blackwell, 2015). xiv, 682 pp.; topical essays by scholars emphasizing historiography; contents free at many libraries
- Kengor, Paul. "Reagan Among the Professors: His Surprising Reputation". Policy Review 98 (1999): 15+. Reports that "many articles in the top journals have been fair, as have a number of influential books...from respected historians, presidential scholars, and political scientists – people who were not Reagan supporters and are certainly not right-wingers."